# Bang Kho Laem
Bang Kho Laem (thaï: บางคอแหลม, API : bāːŋ kʰɔ̄ː lɛ̌ːm) est l’un des 50 khets de Bangkok, Thaïlande.

## Histoire
Dans ce quartier, aux XIXe siècle et XXe siècle, il y avait de vastes entrepôts où des coolies chinois déchargeaient les marchandises venues par bateaux du fleuve Chao Phraya. 
La première vraie rue pavée de Bangkok, tracée en 1861, Charoen Krung appelée "New Road", traverse ce quartier en longeant le fleuve du sud au nord et mène jusqu'aux anciens quartiers des ambassades de Sathon et de Bang Rak puis, ensuite, jusqu'au quartier chinois de Samphanthawong à proximité de l'"île Rattanakosin", centre du pouvoir royal dans le quartier de Phra Nakhon.

## Points d'intérêt
- Charoen Krung (thaï : ถนน เจริญกรุง ; "New Road"), canaux (thaï : ซอย ; khlongs) et ruelles (thaï : คลอง ;soi)
- L'Asiatique[1], centre commercial en plein air ouvert en 2012 au bord de la Chao Phraya, situé à l'emplacement des anciens docks de la East Asiatic Company (Compagnie danoise fondée en 1897 ; port fermé en 1947). On y trouve la grande roue[2], 1500 boutiques dont 40 restaurants ouvert de 17h à minuit[3], des statues de bronze de coolies chinois[4] et la réplique d'un vieux navire de l'East Asiatic Company "Sirinahannop"[5],[6]... En 2025, la construction d'un parc à thème "Jurassic World" y est prévu[7],[8].
- Gratte-ciel résidentiels Menam Residence (59 étages ; 239 m), condominium Canapaya Residences (57 étages ; 253 m) et StarView Tower B (54 étages ; 181 m)
- le Pont Rama III et le Pont de Krungthep[9]qui relient Bang Kho Laem au quartier de Thonburi

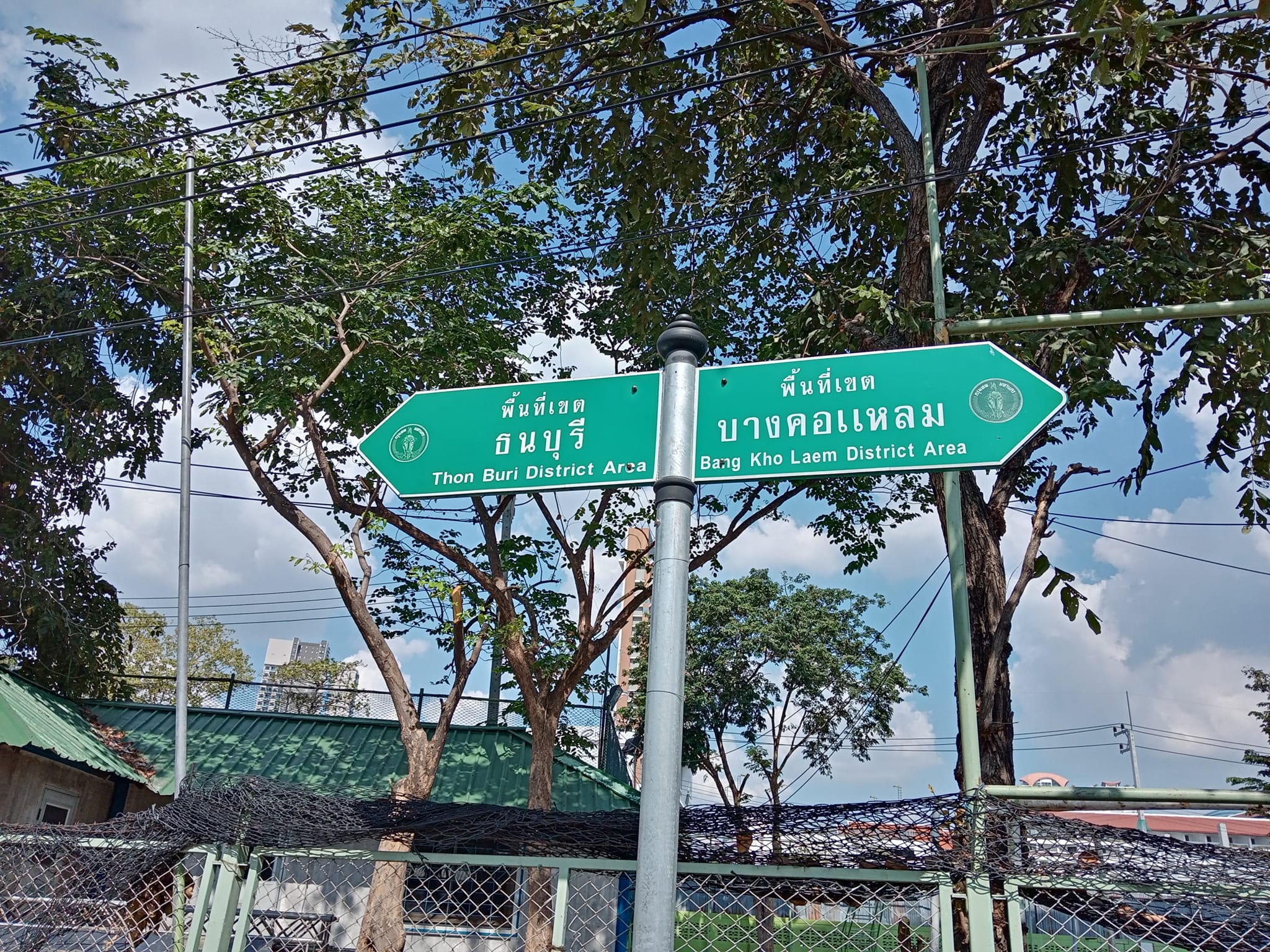
Panneau à l'entrée du pont de Krungthep signalant à gauche le khet de Thon Buri et à droite le khet de Bang Kho Laem

## Galeries

Charoeng Krung (New Road), canaux (khlongs) et ruelles (soi)
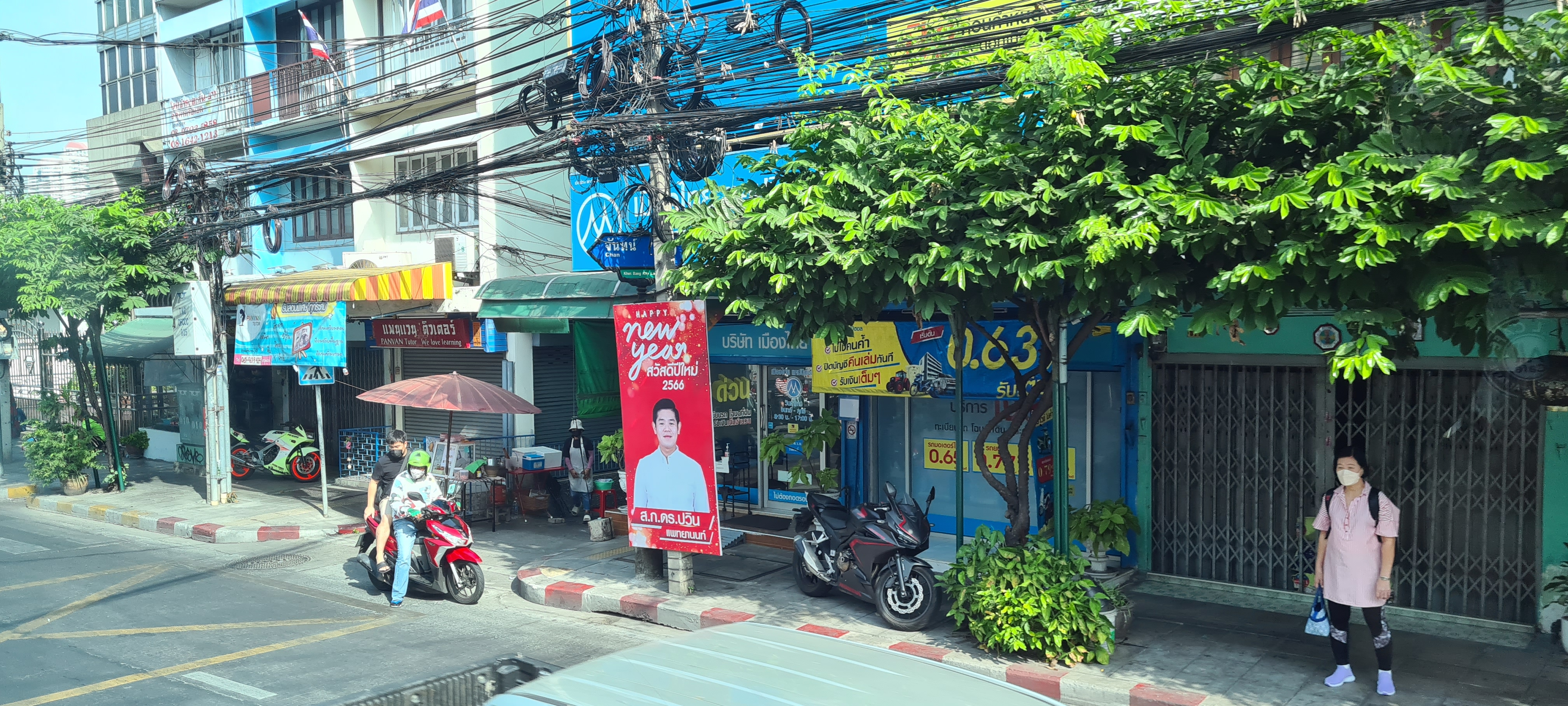
Rue Charoen Krung (New Road)
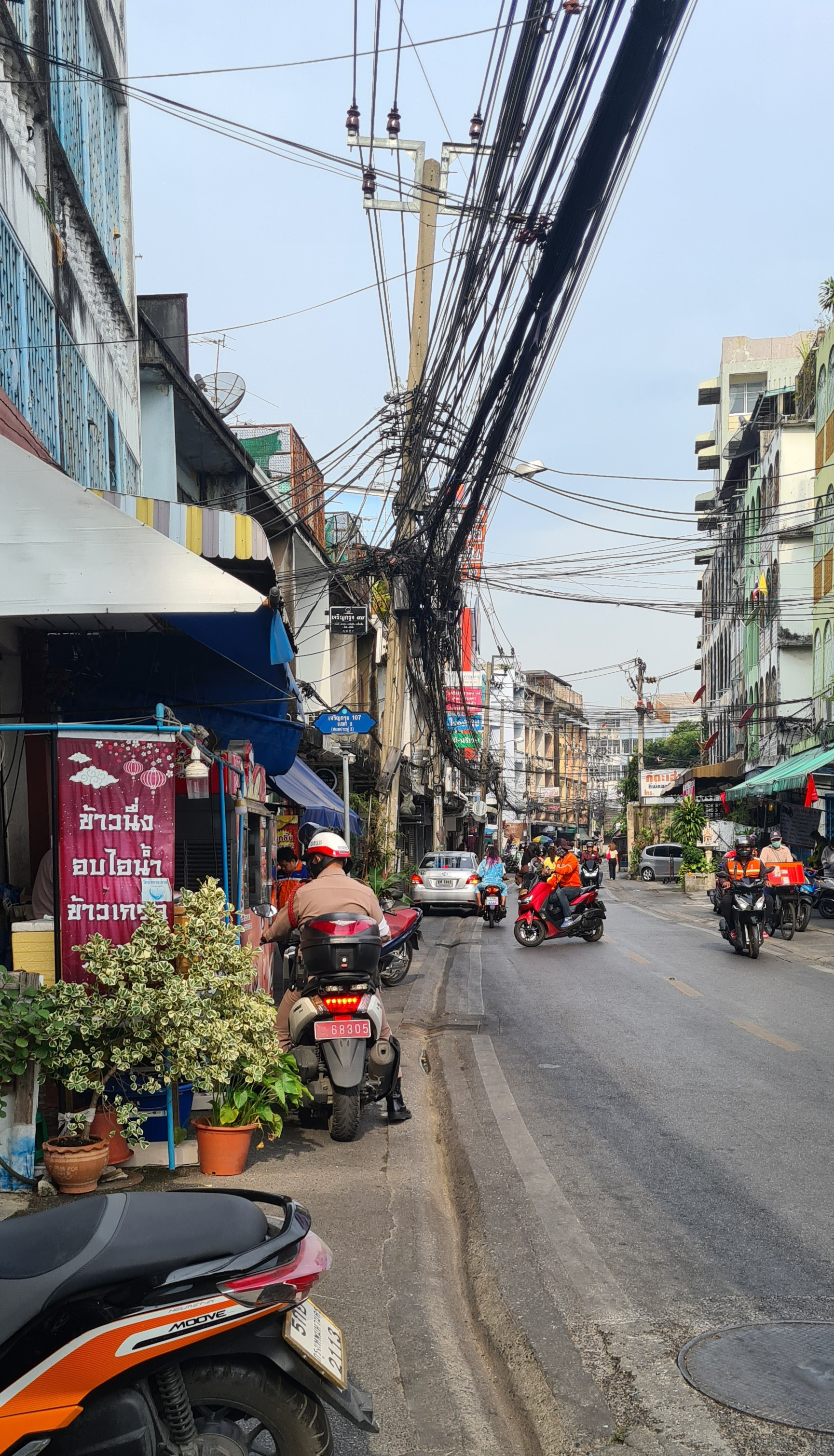
Ruelle perpendiculaire à Charoen Krung (Soi)
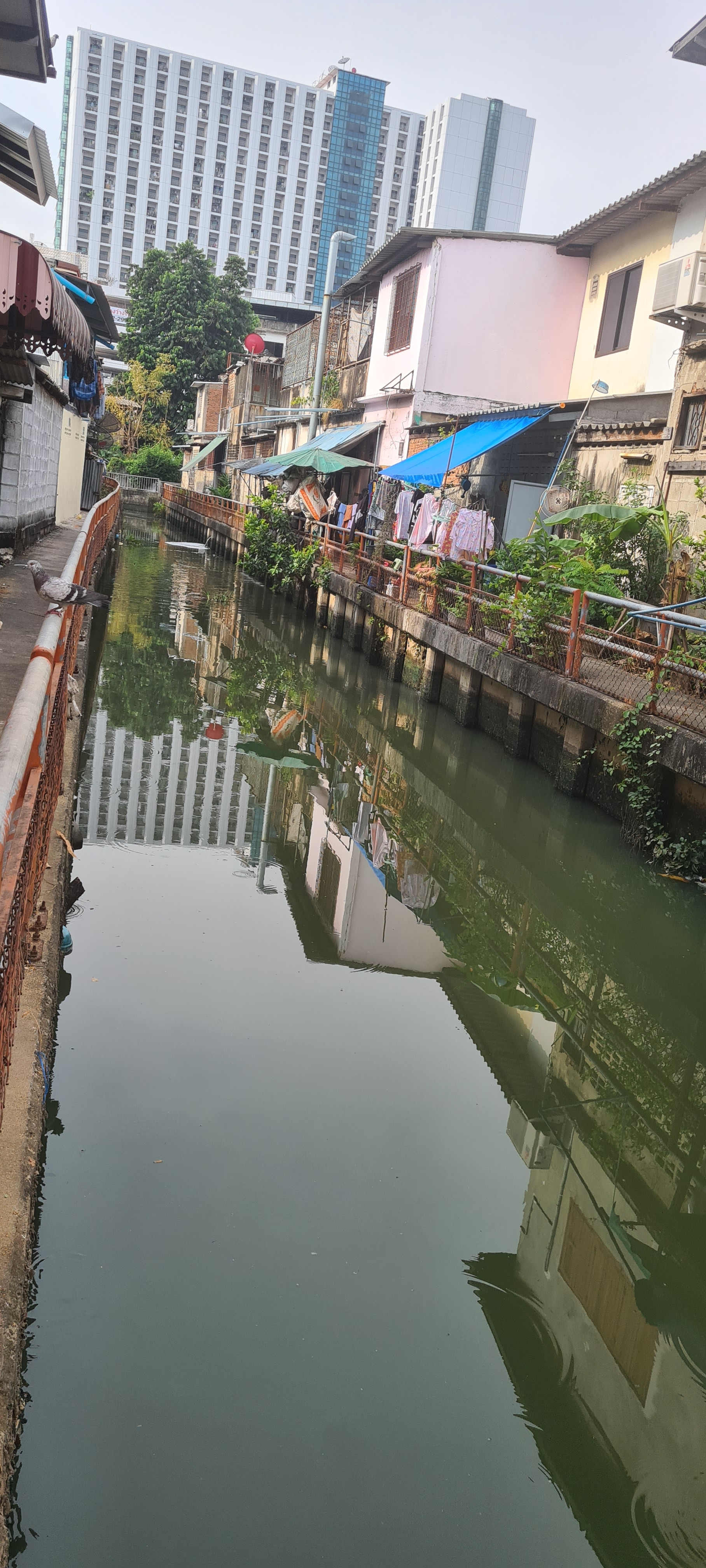
Canal (Khlong)
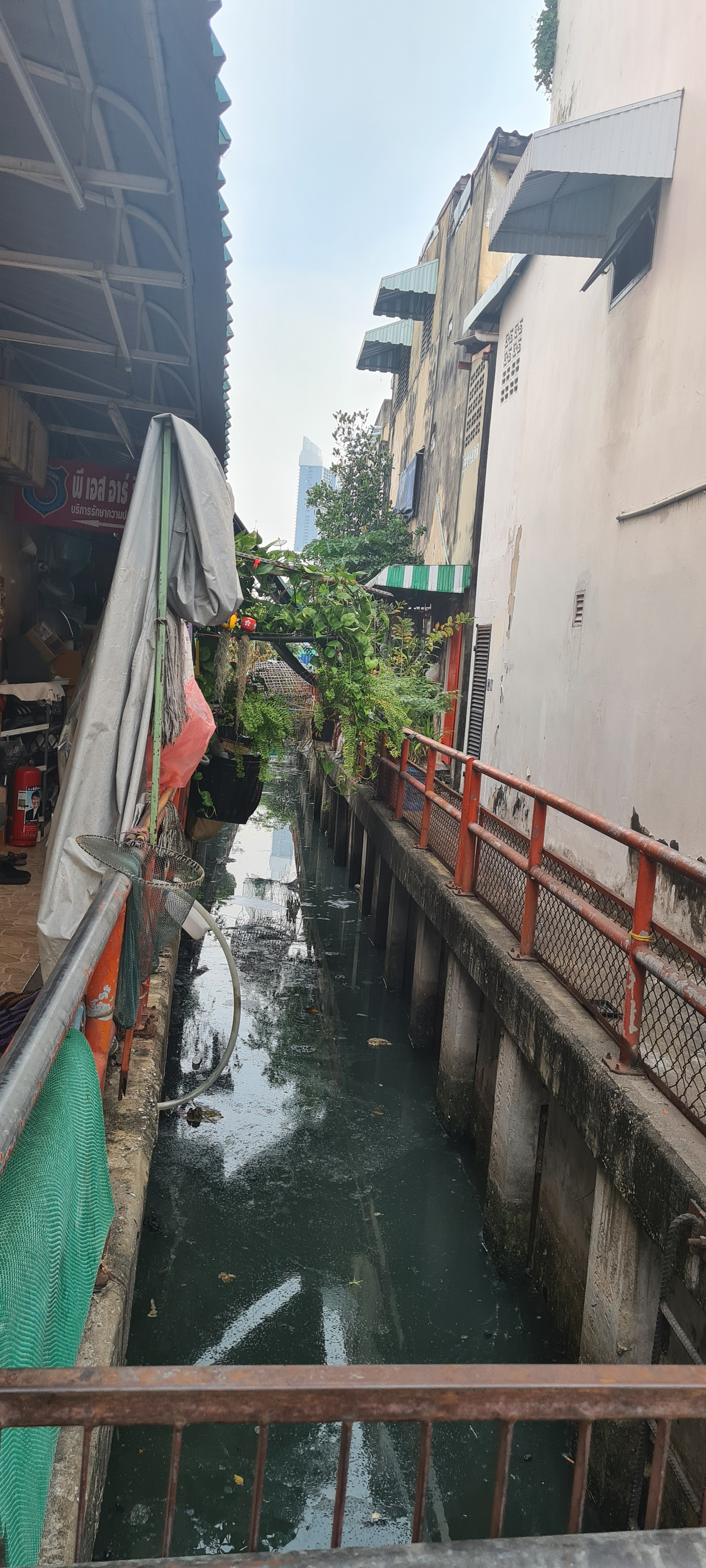
Canal
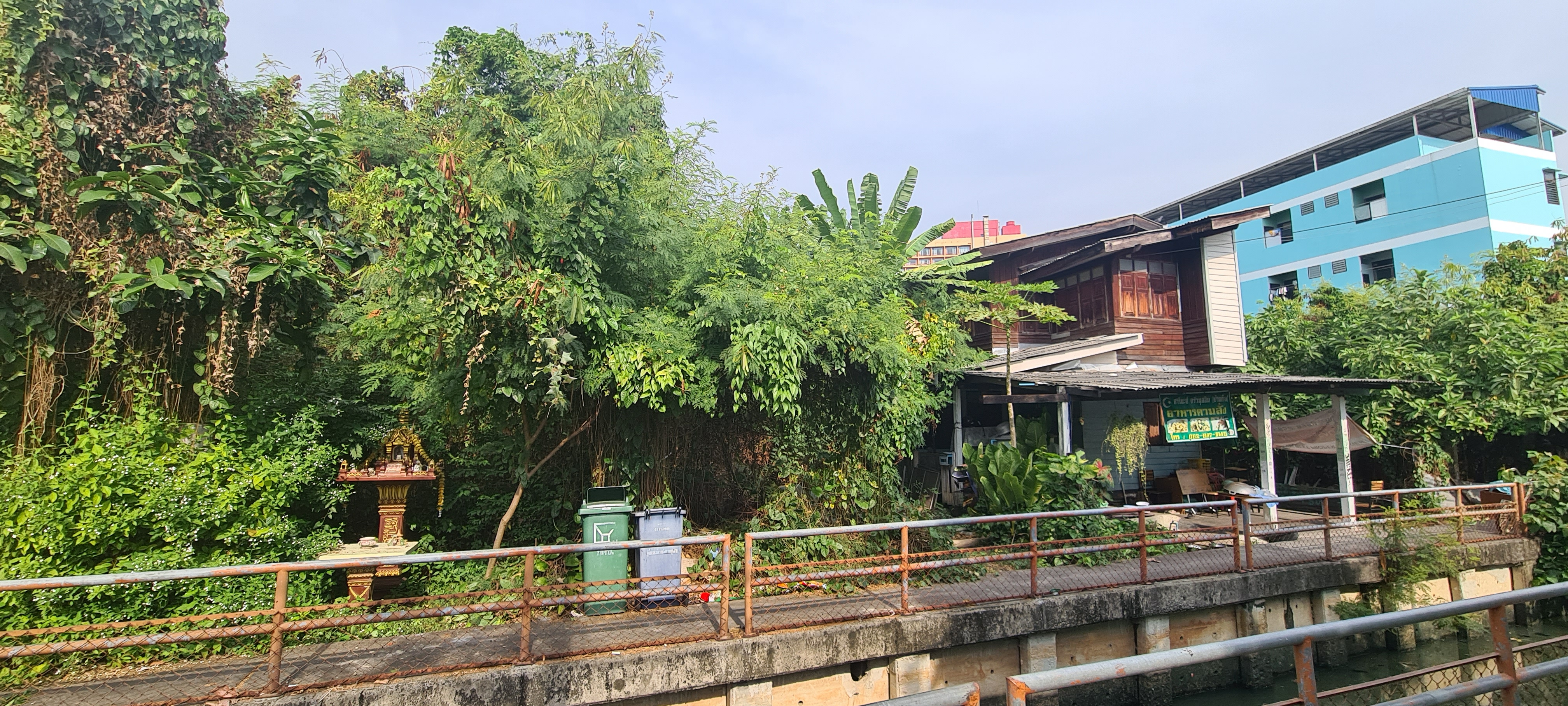
Nature luxuriante, Maison des esprits et maison le long d'un canal
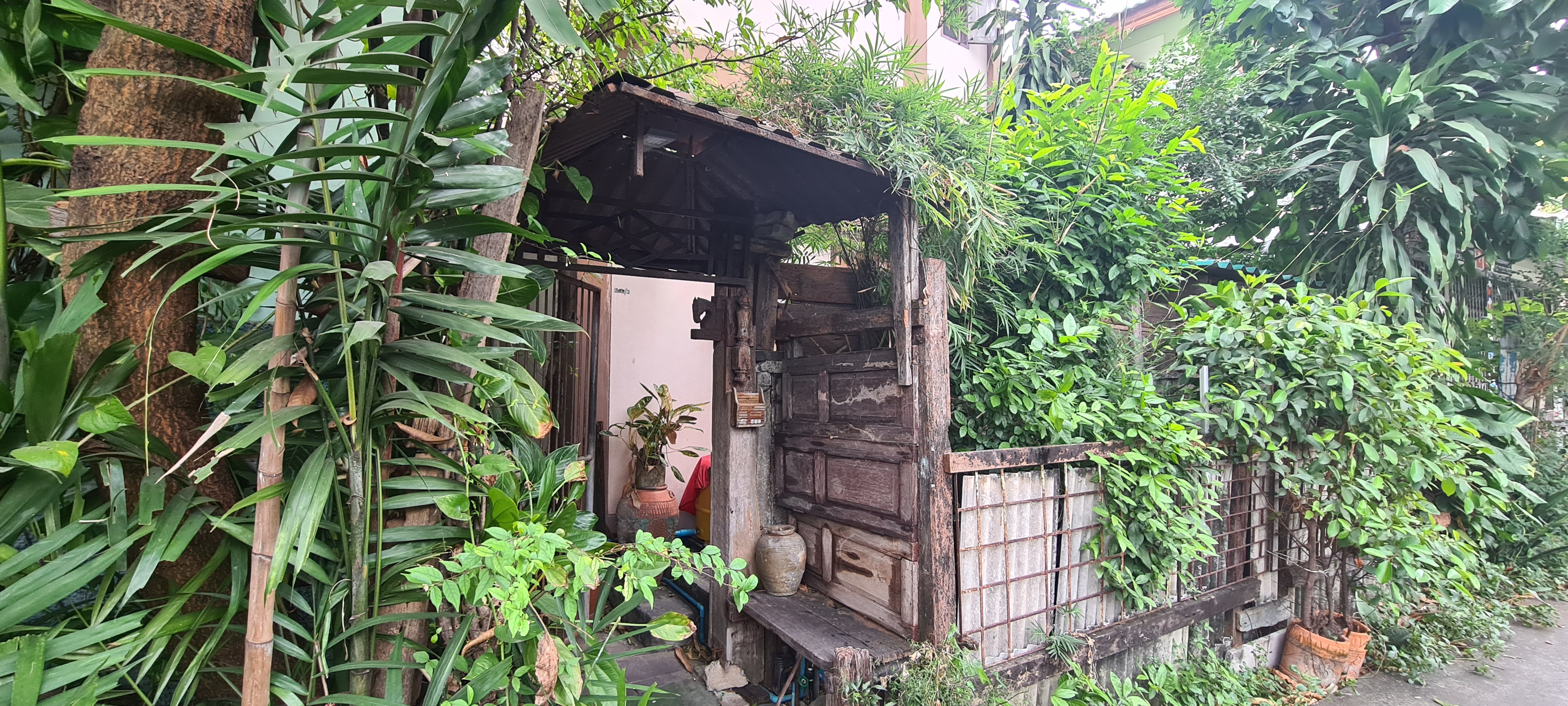
Entrée d'une maison située le long d'un canal
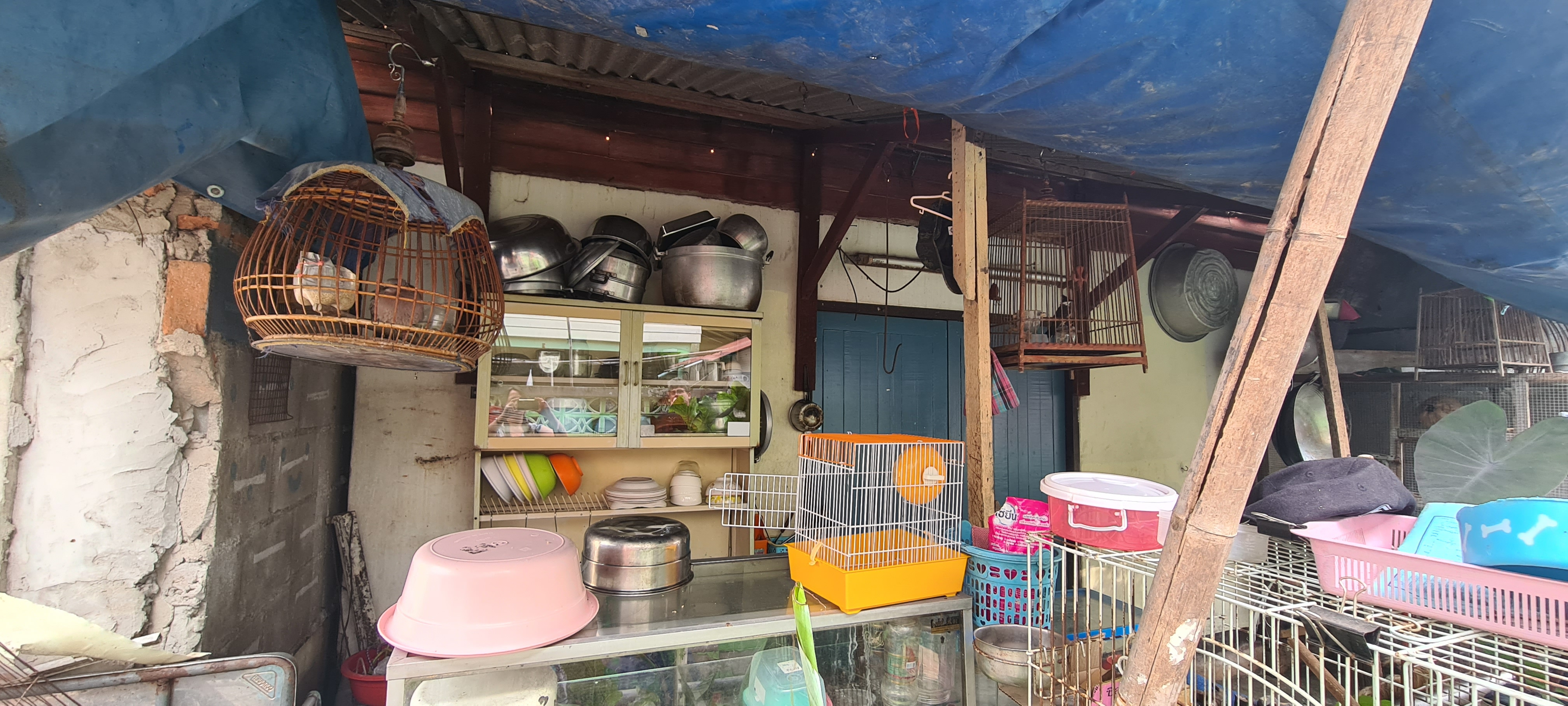
Cages à oiseaux dans une ruelle (soi)
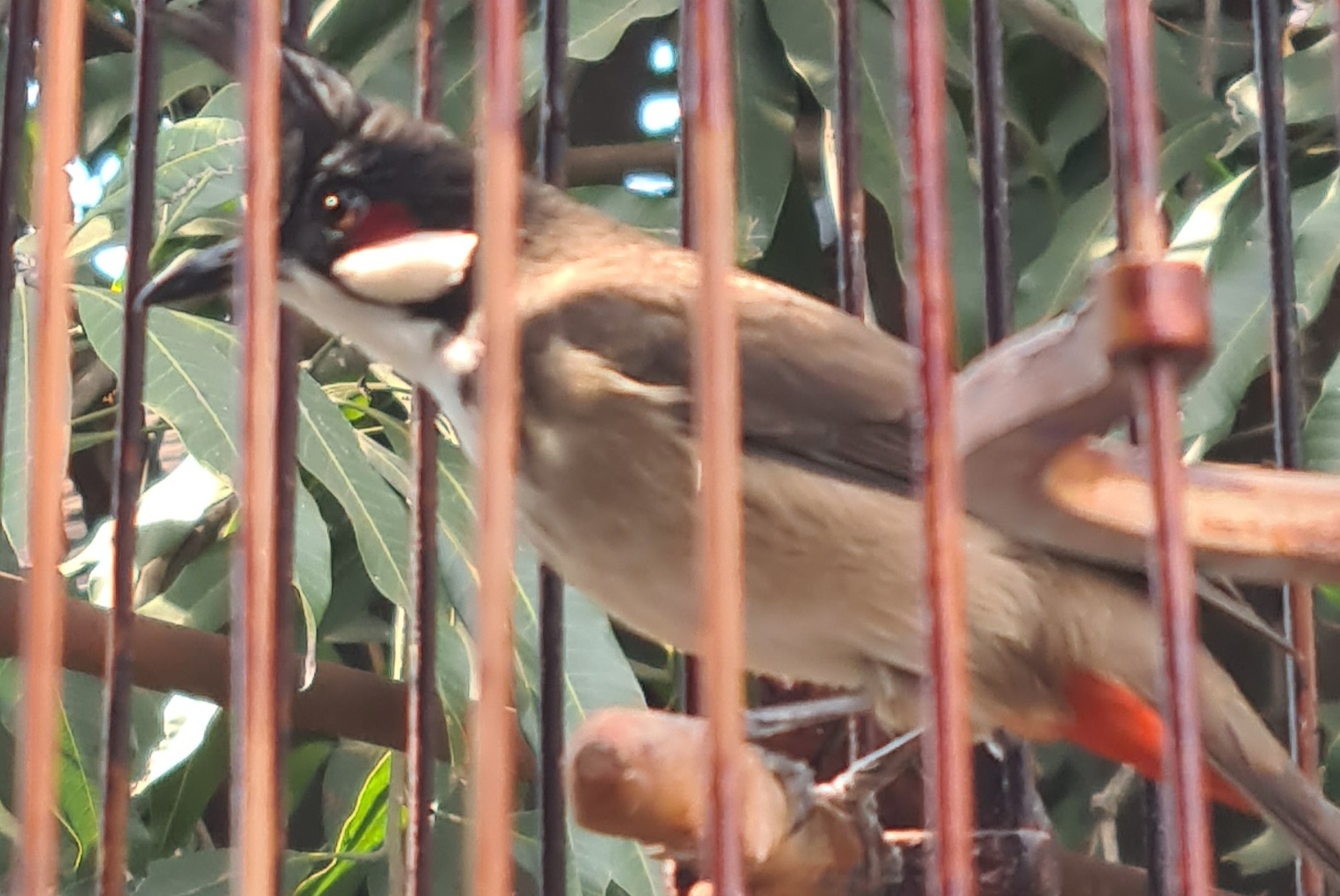
Oiseau chanteur bulbul orphée en cage
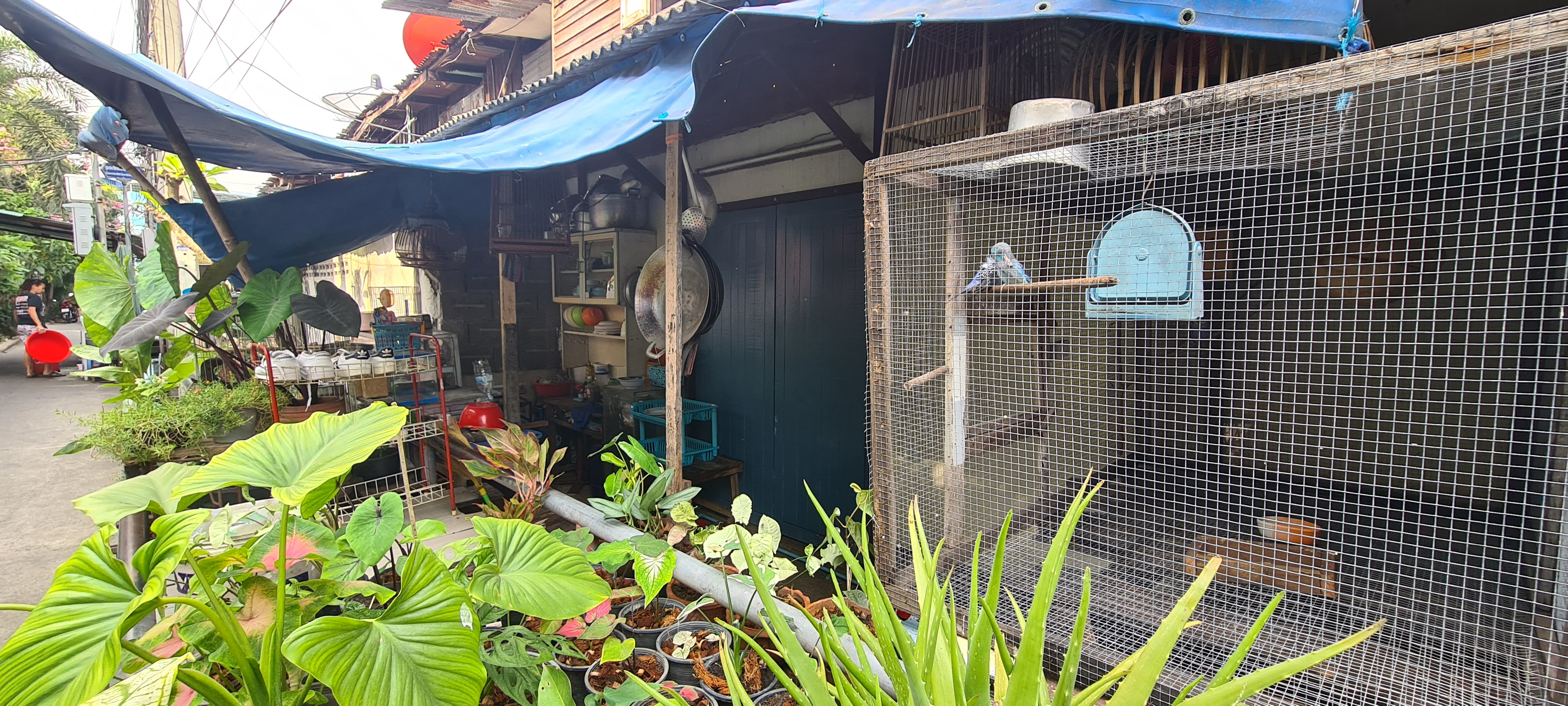
Cages à oiseaux et plantes vertes en pot dans une ruelle
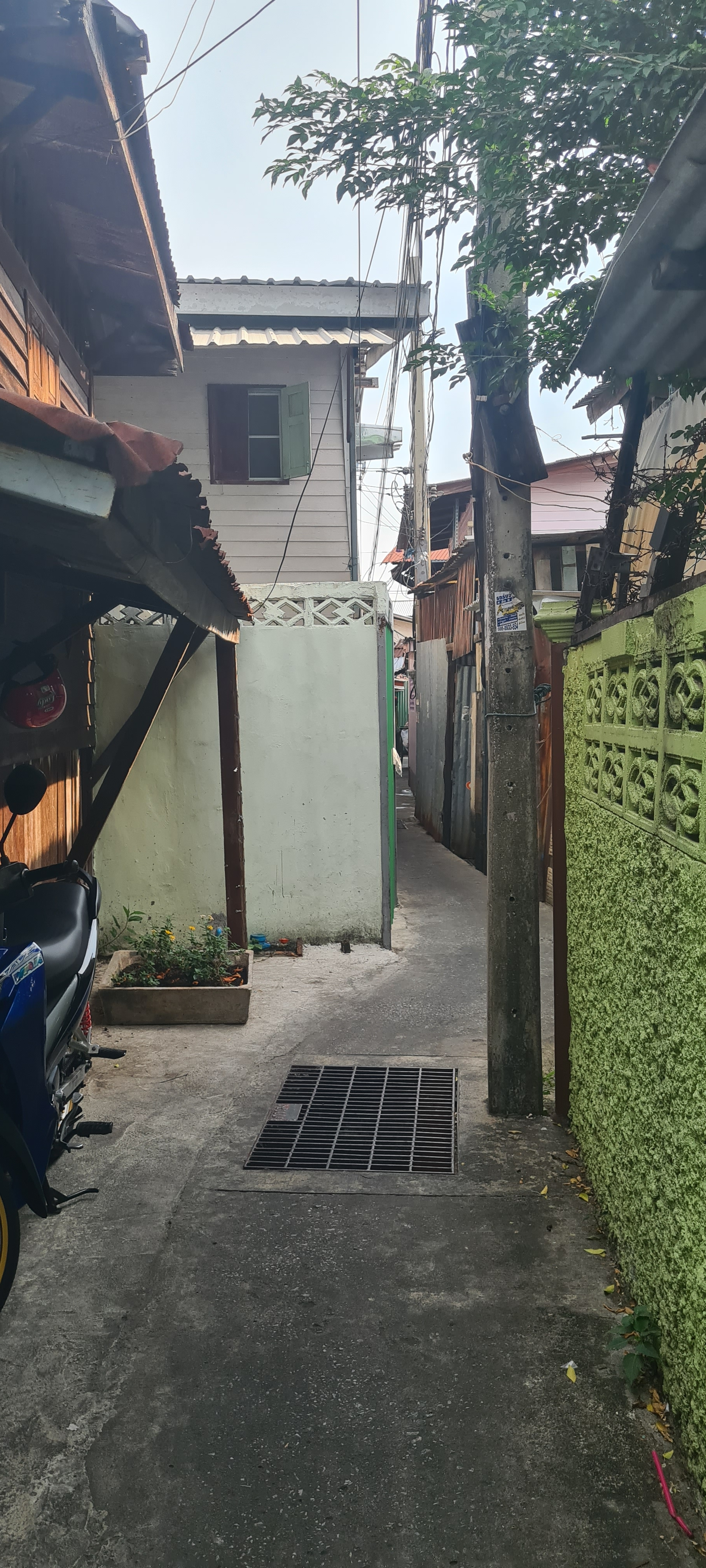
Ruelle de plus en plus étroite qui permet étonnamment de sortir d'un labyrinthe de ruelles
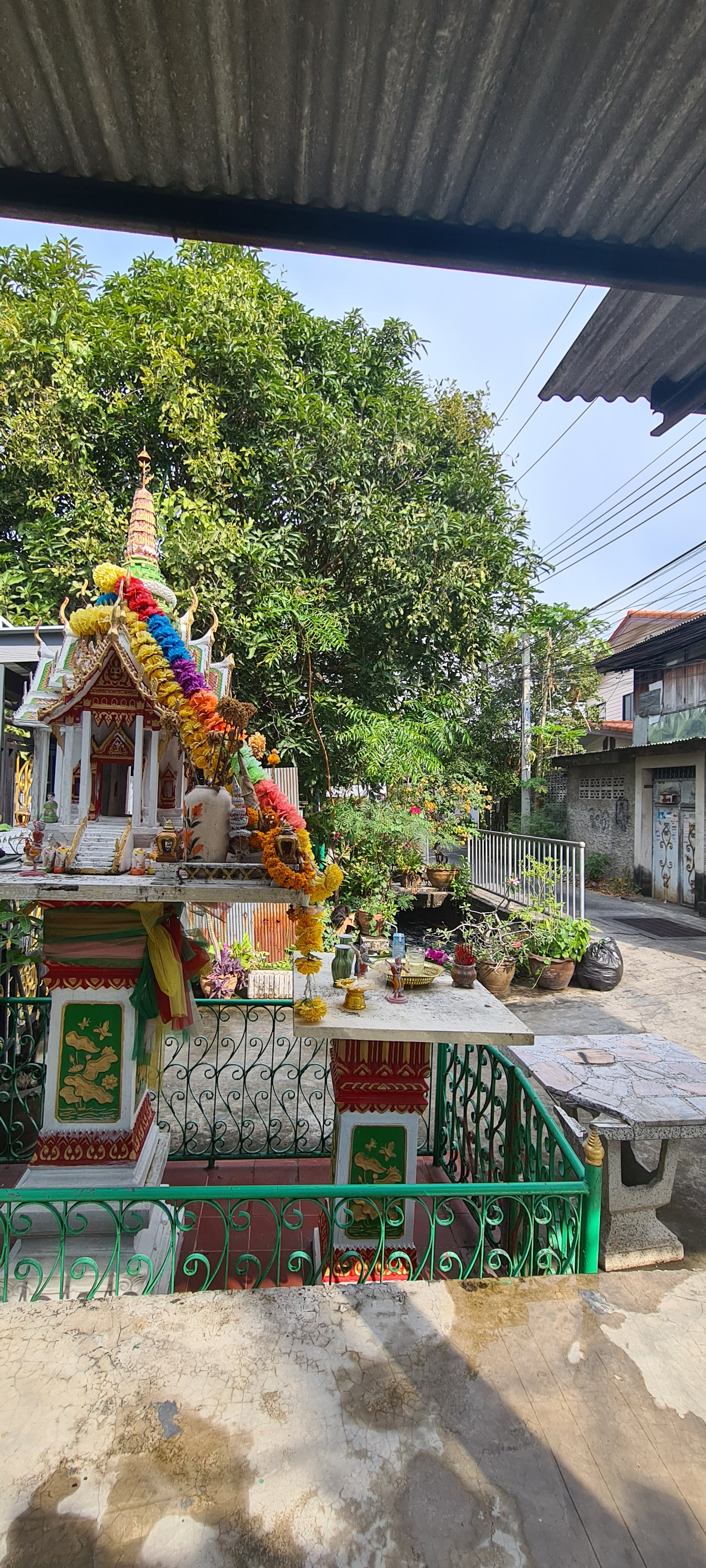
Maison des esprits dans un labyrinthe de ruelles
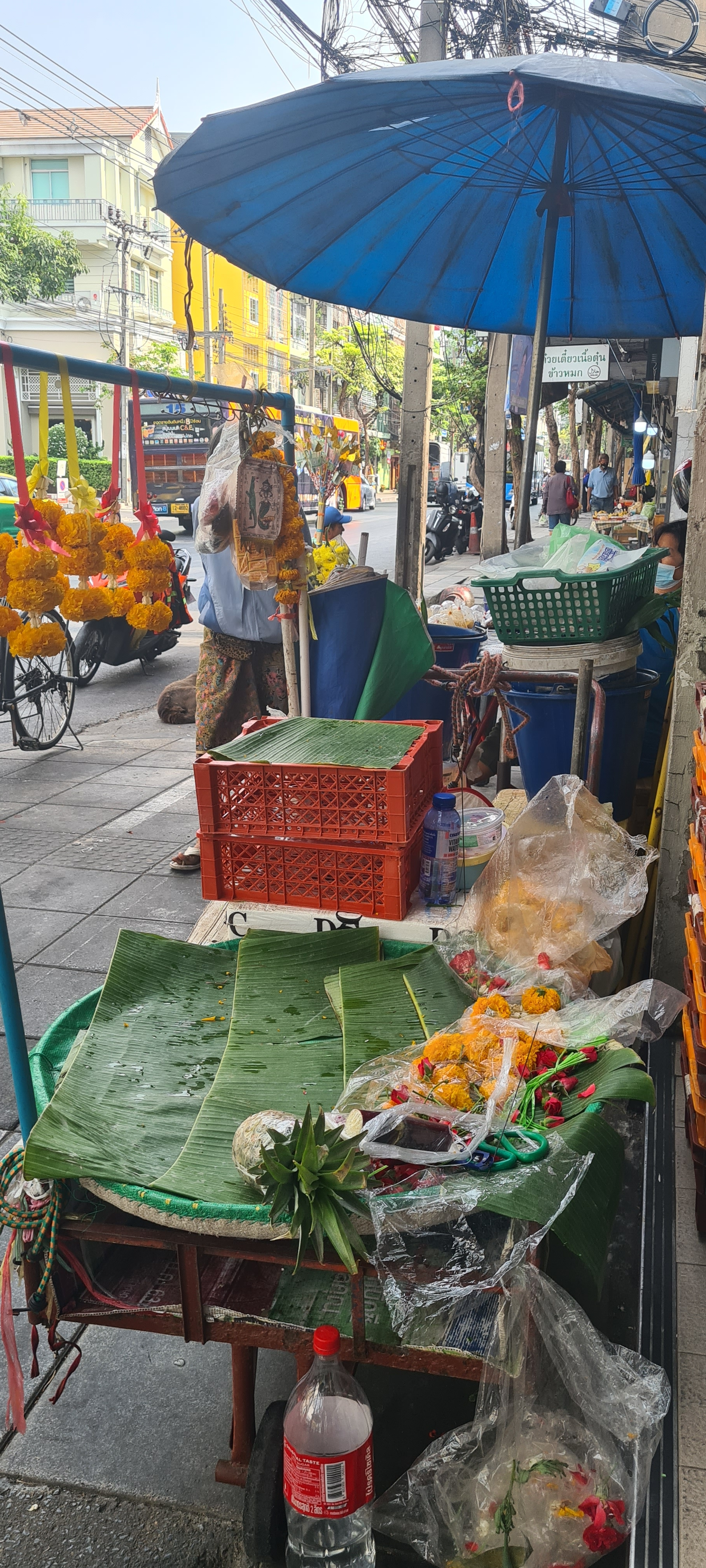
Magasins le long de la rue Charoen Krung

L'Asiatique, sa grande roue, ses commerces, le navire Sirinahannop...
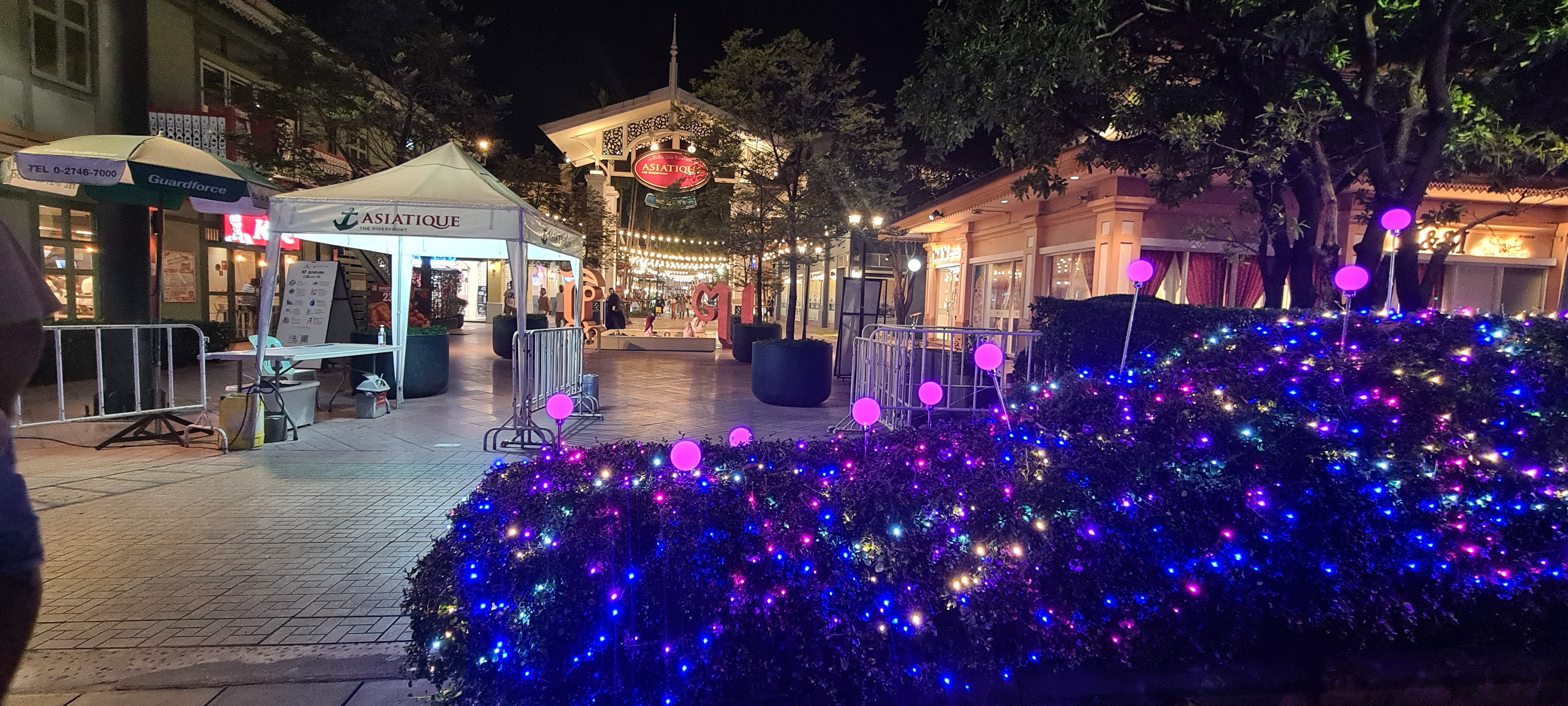
Entrée de l'Asiatique River Front
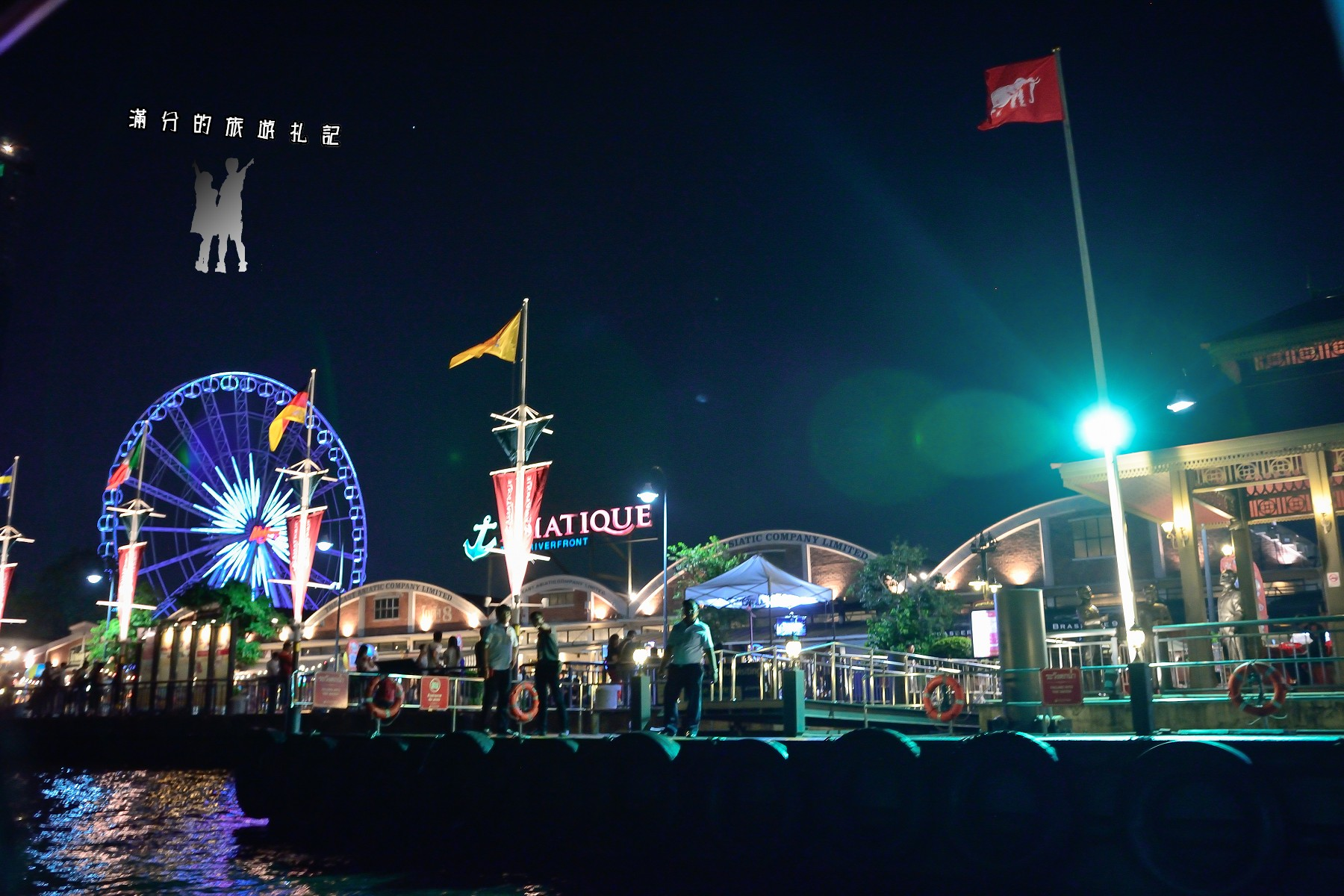
Grande roue, la plus haute de Bangkok avec ses 60 mètres...
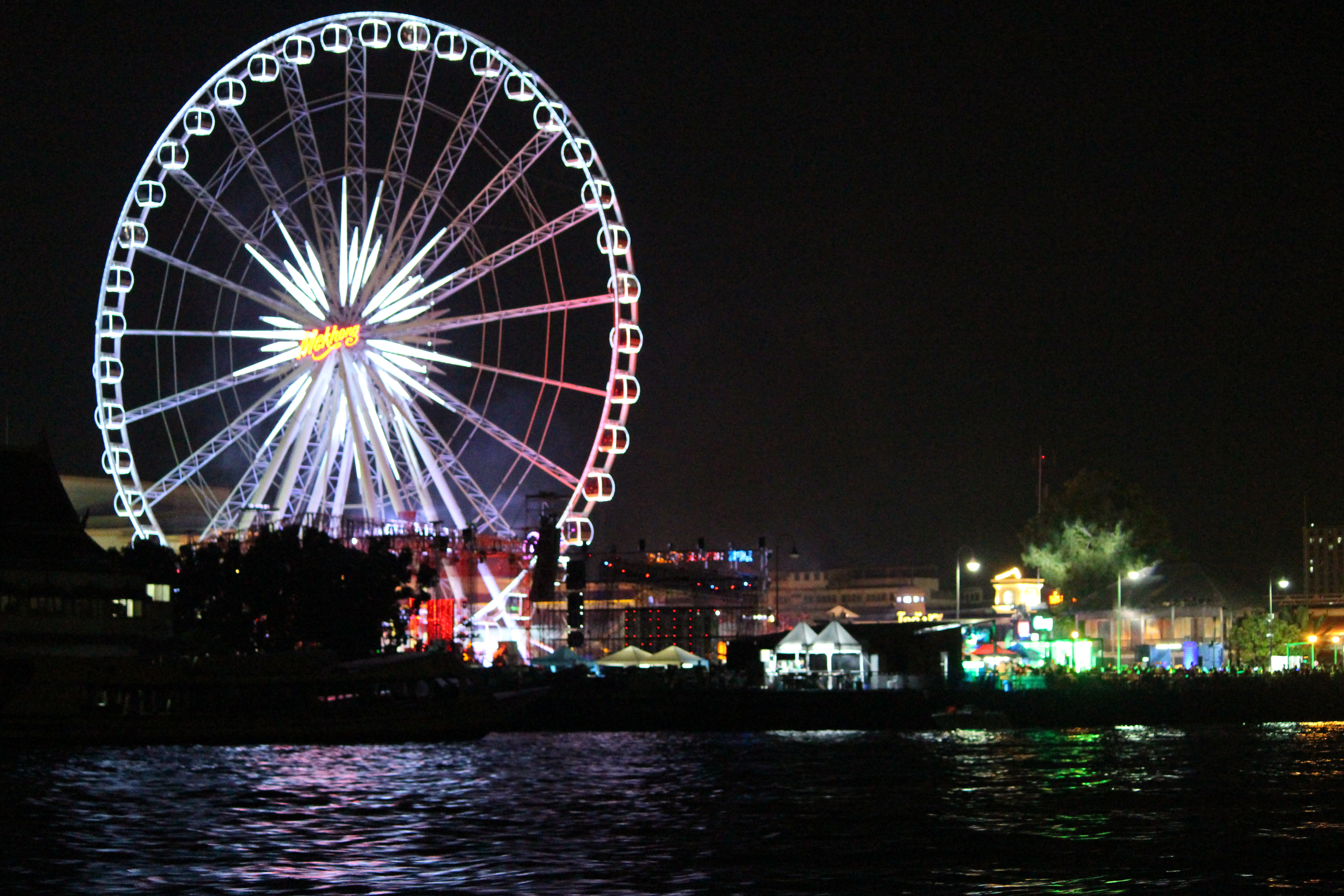
...et ses 42 nacelles
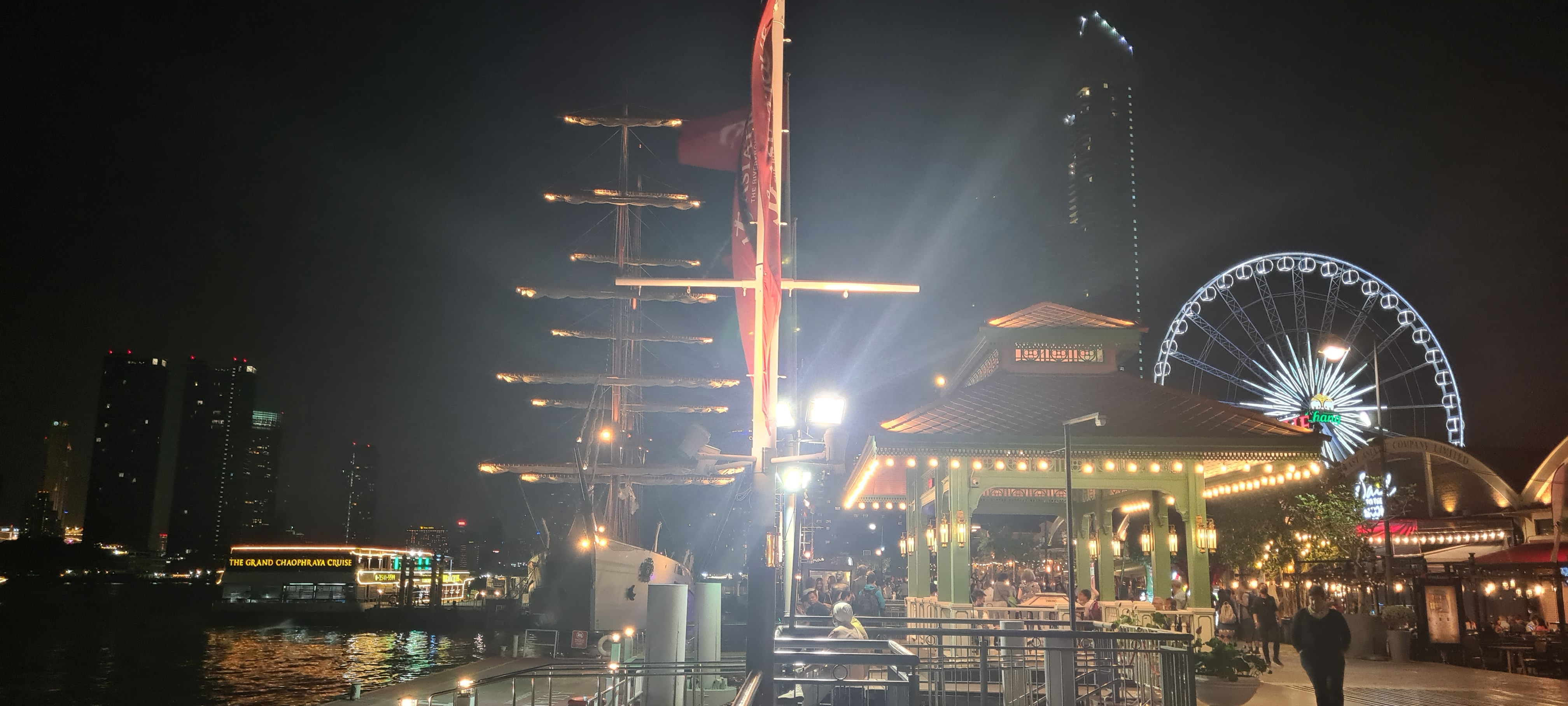
Bateau de croisière moderne sur la Chao Phraya, vieux navire Sirinahannop et grande roue
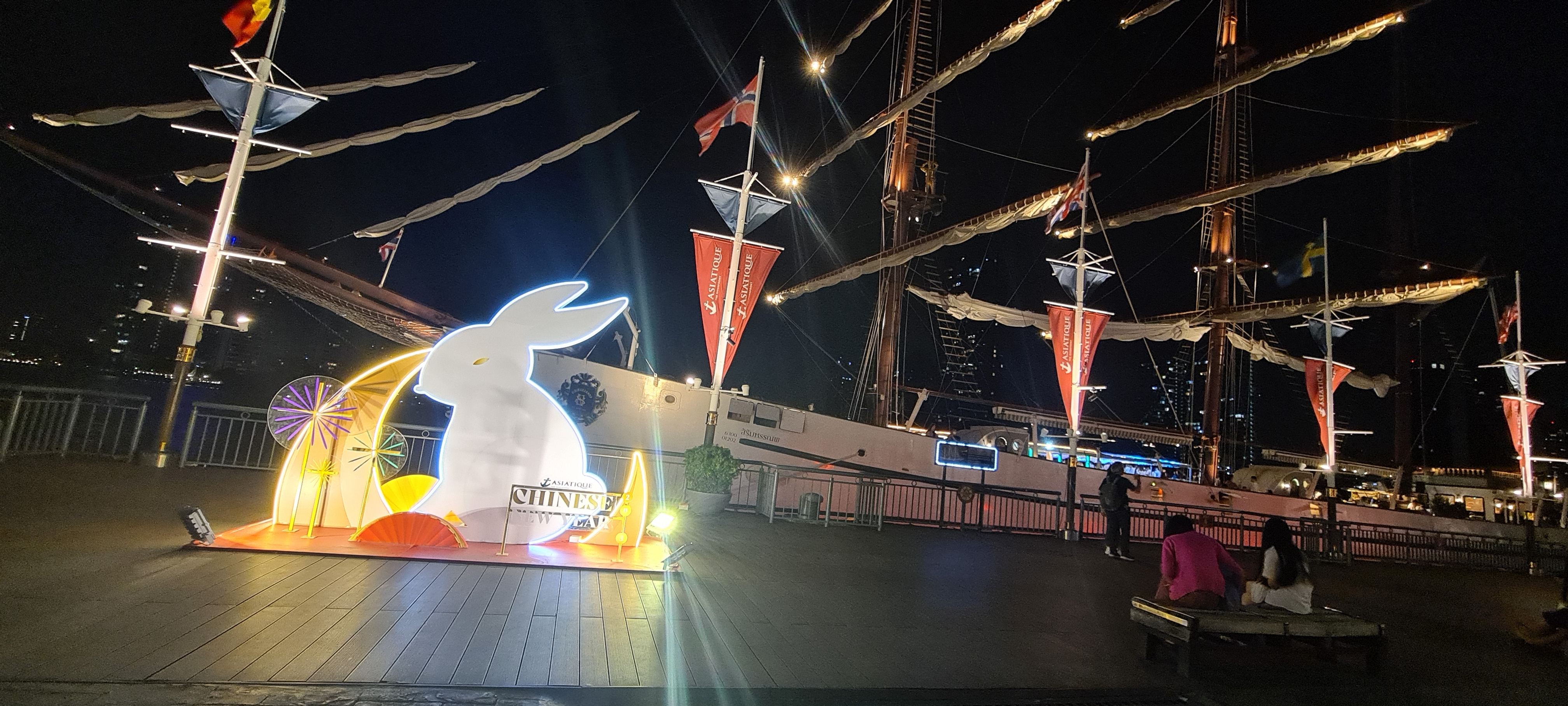
Réplique d'un navire des années 1900, le Sirinahannop, en 2023, année du lapin
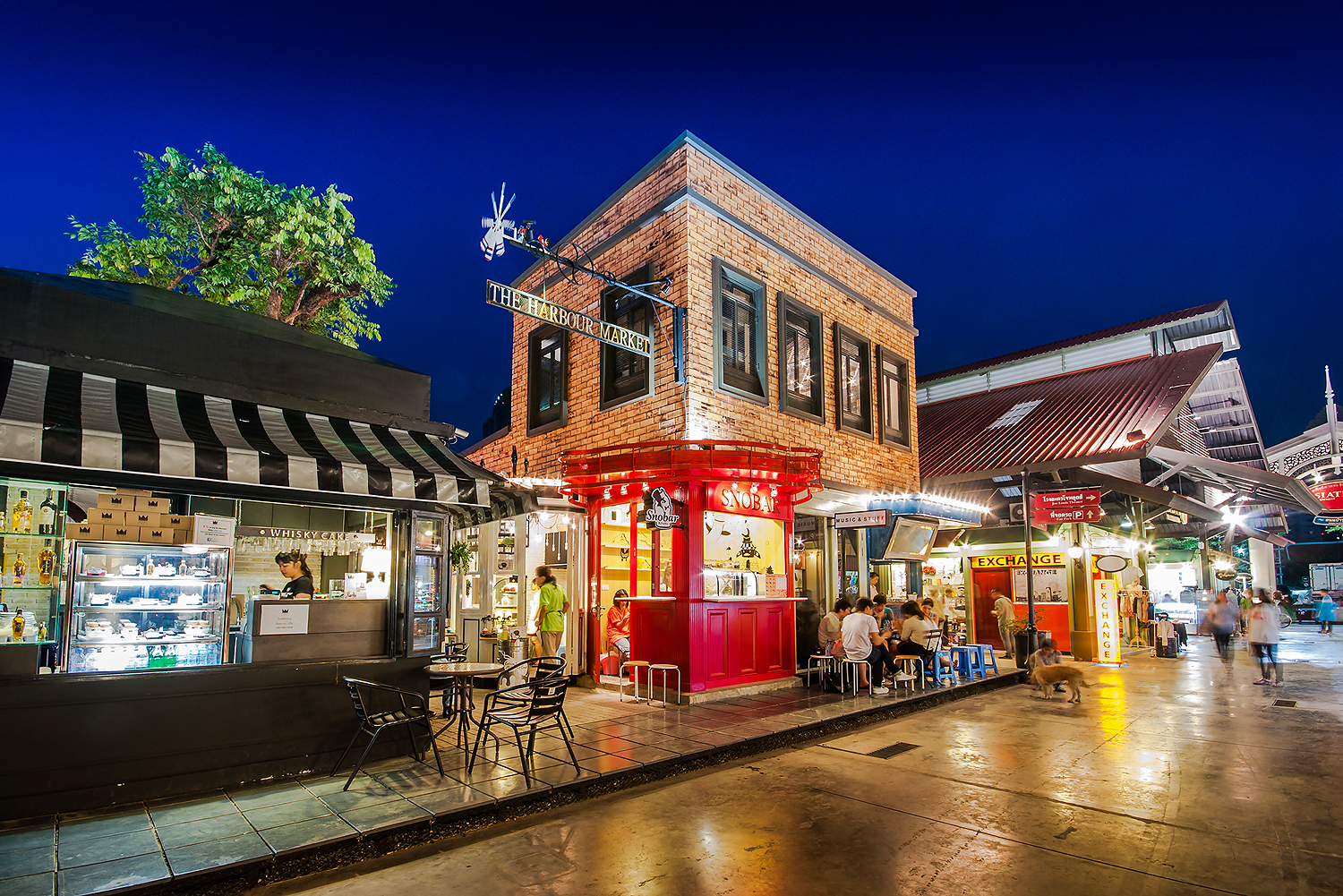
Commerces
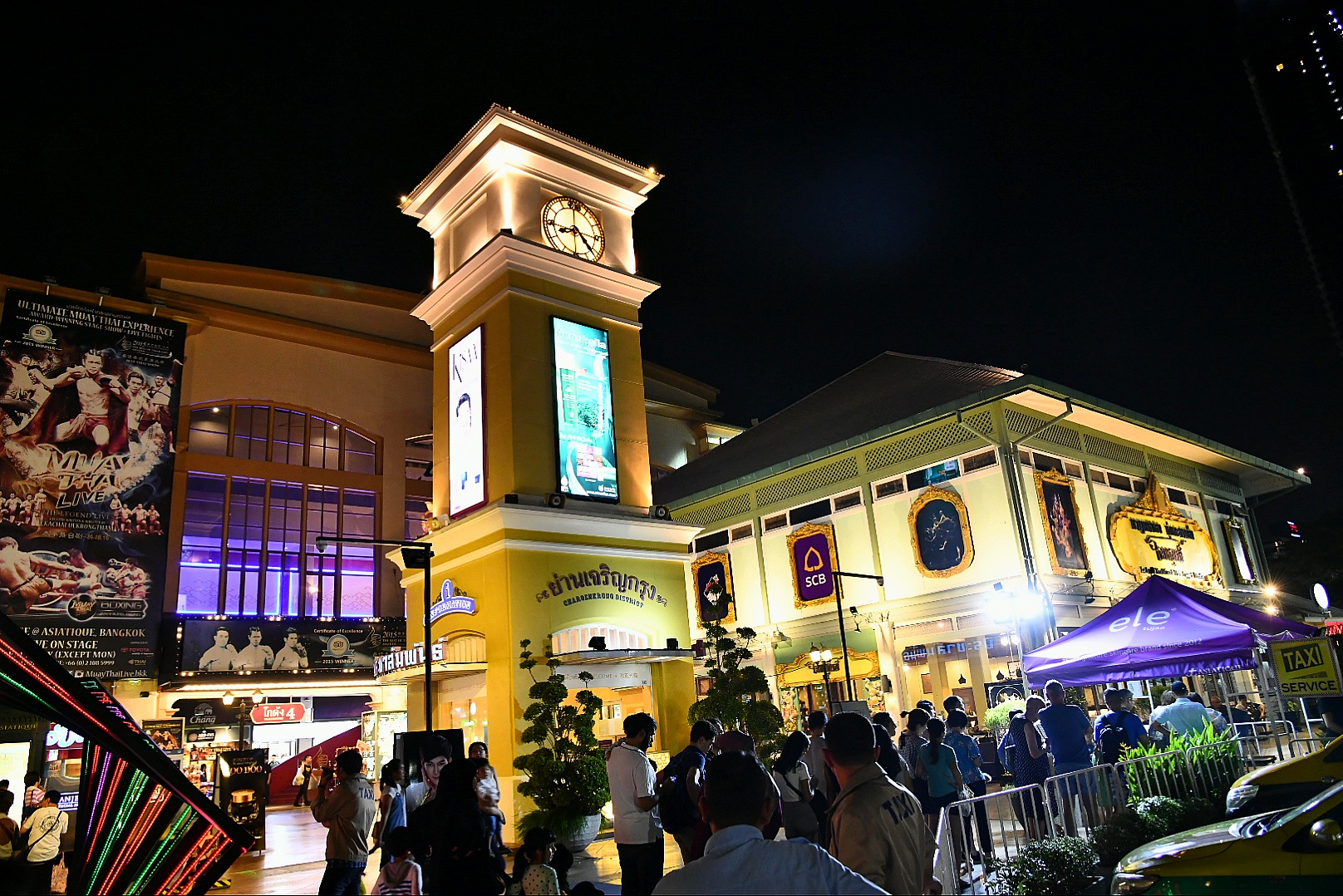
Commerces
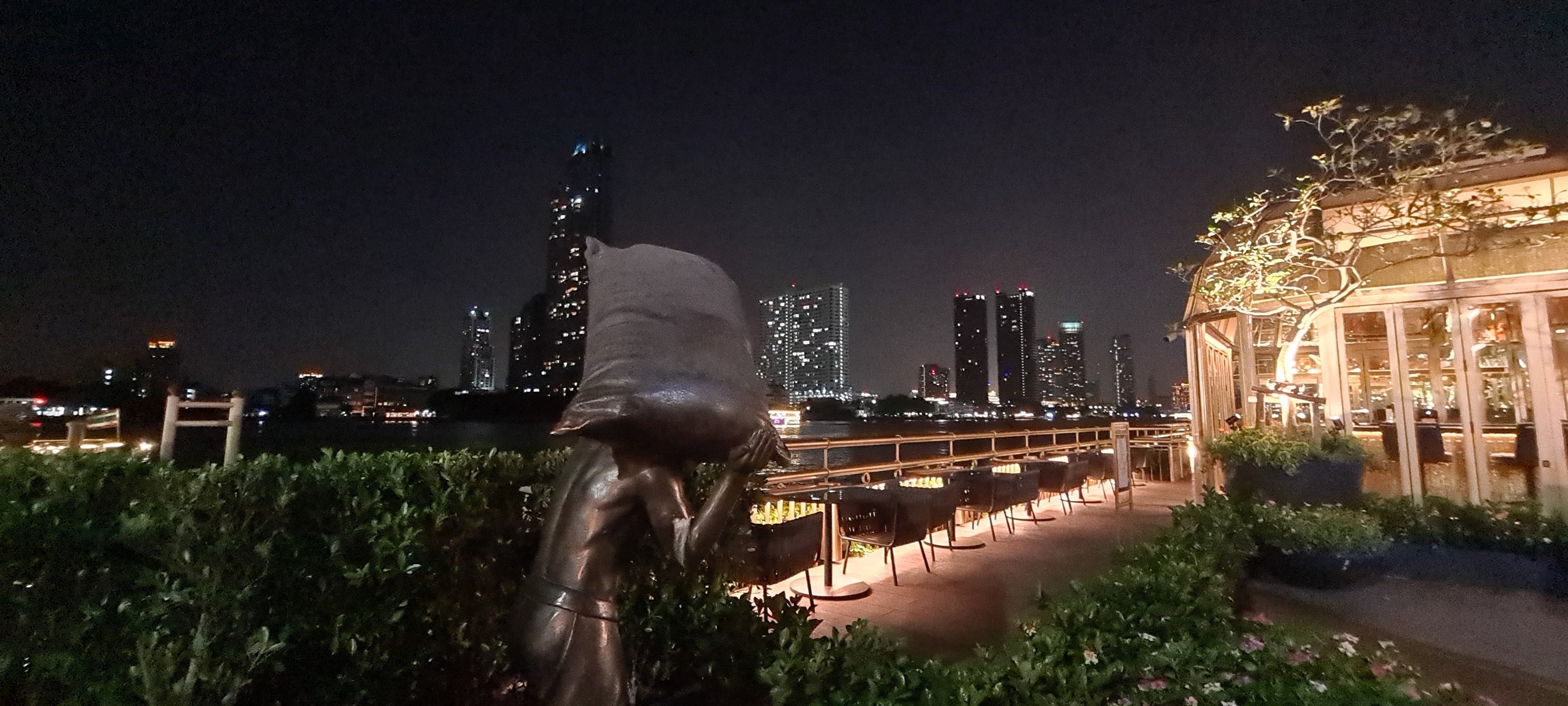
Statue de coolie chinois  déchargeant des sacs du fleuve vers les entrepôts
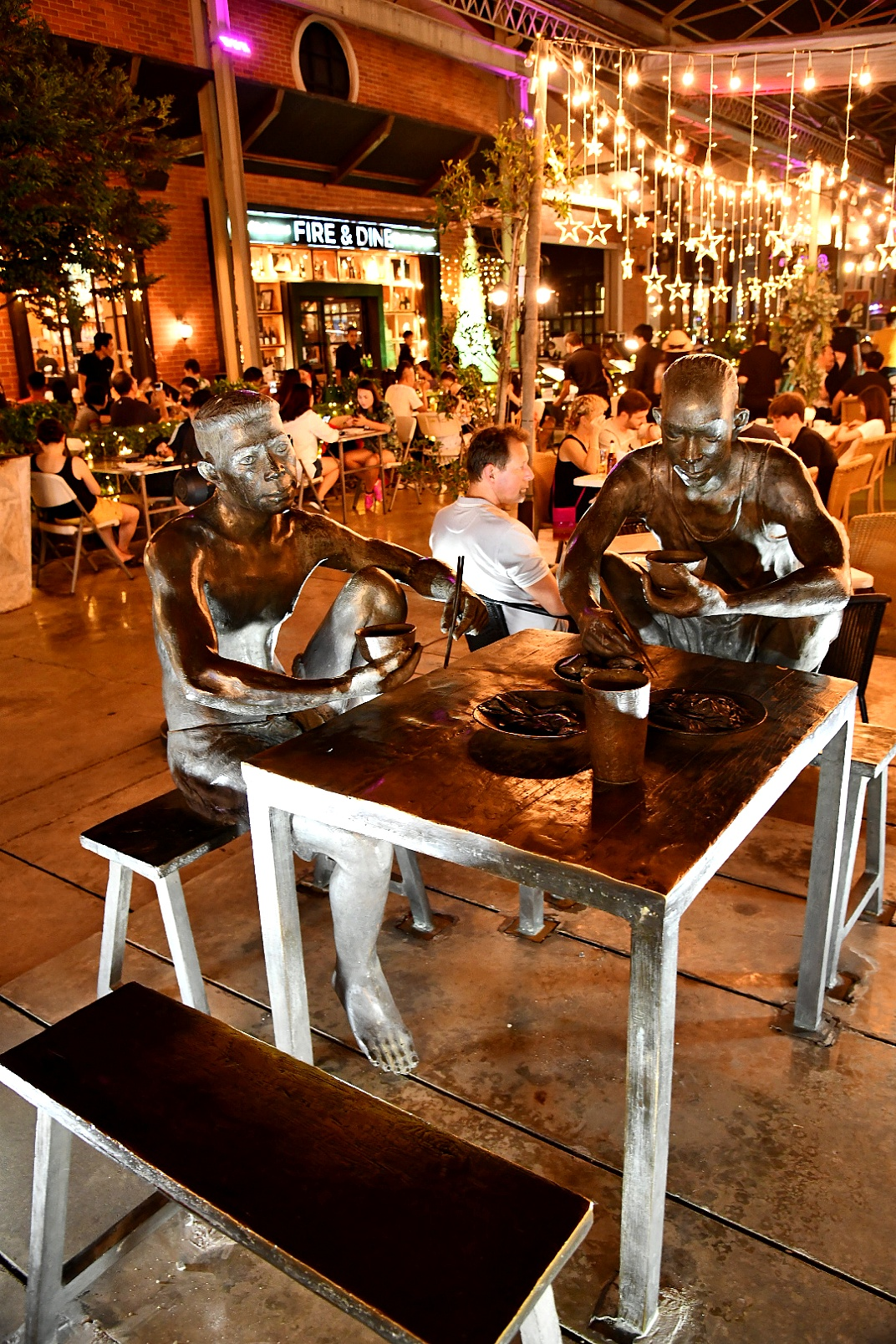
Statues de coolies chinois de jadis en bronze mangeant et reprenant des forces
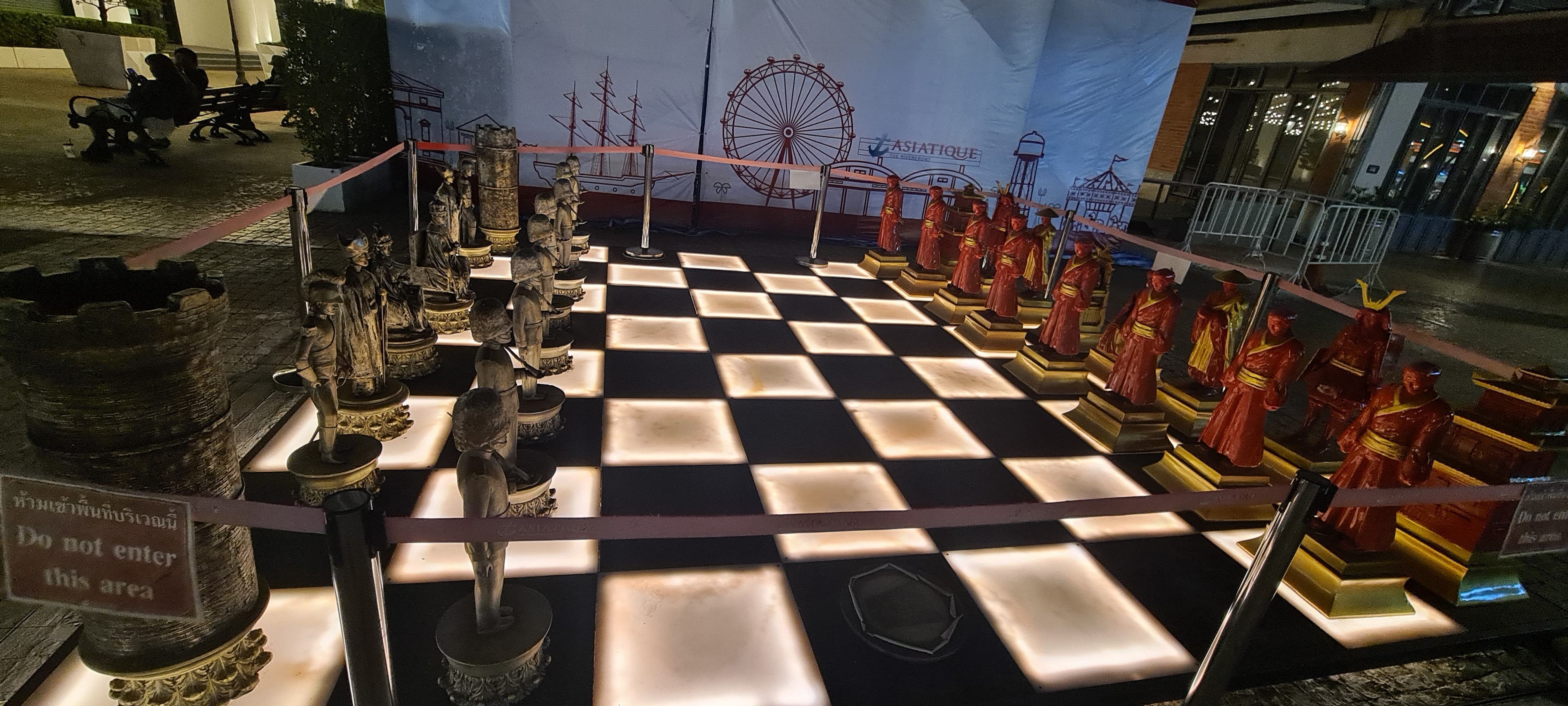
Jeux d'échec géant avec pions "Farangs" et pions "Asiatiques"

Gratte-ciel résidentiels Menam Residence, Canapaya Residences et StarView Tower B
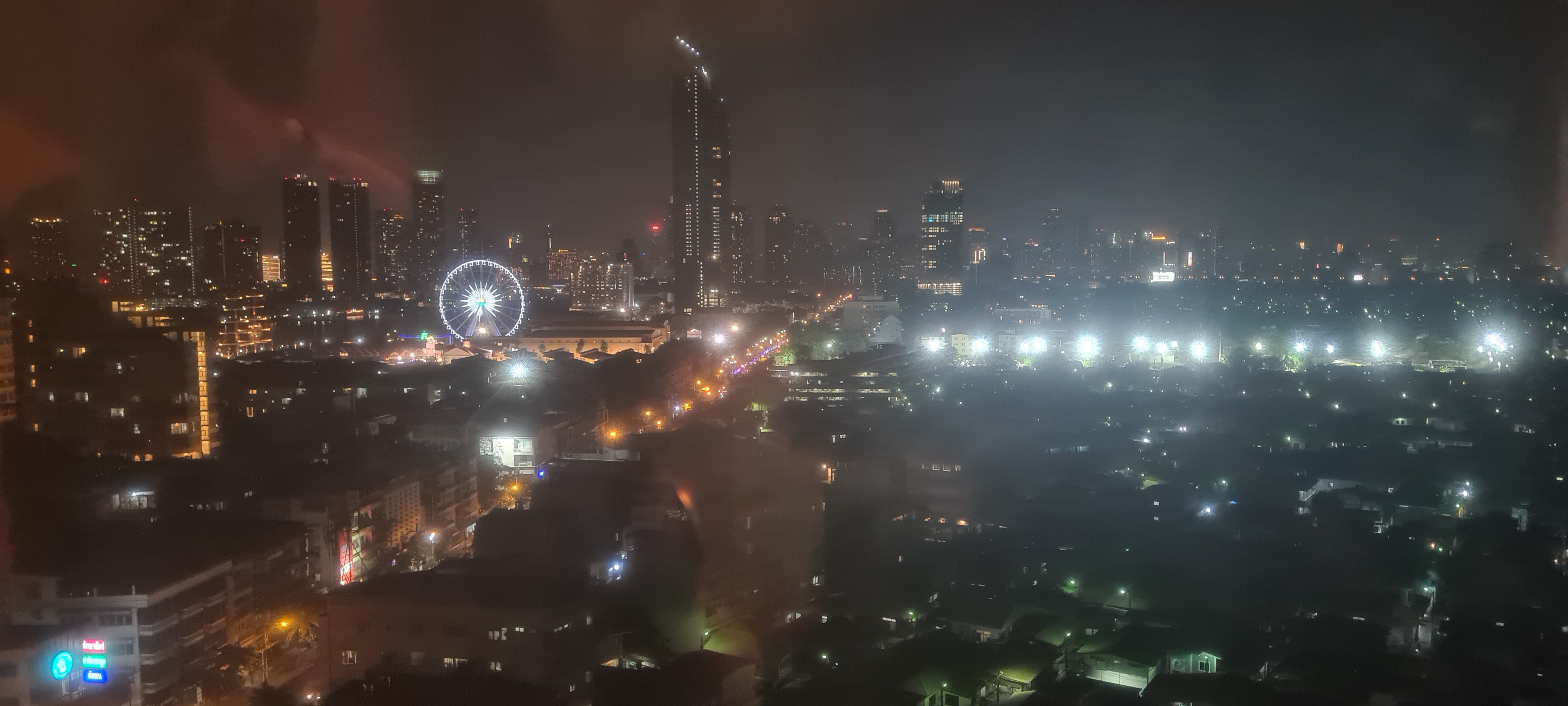
Grande roue, Menam Residence et rue Charoen Krung vues la nuit au nord-ouest depuis l'hôtel Tongtara Riverview
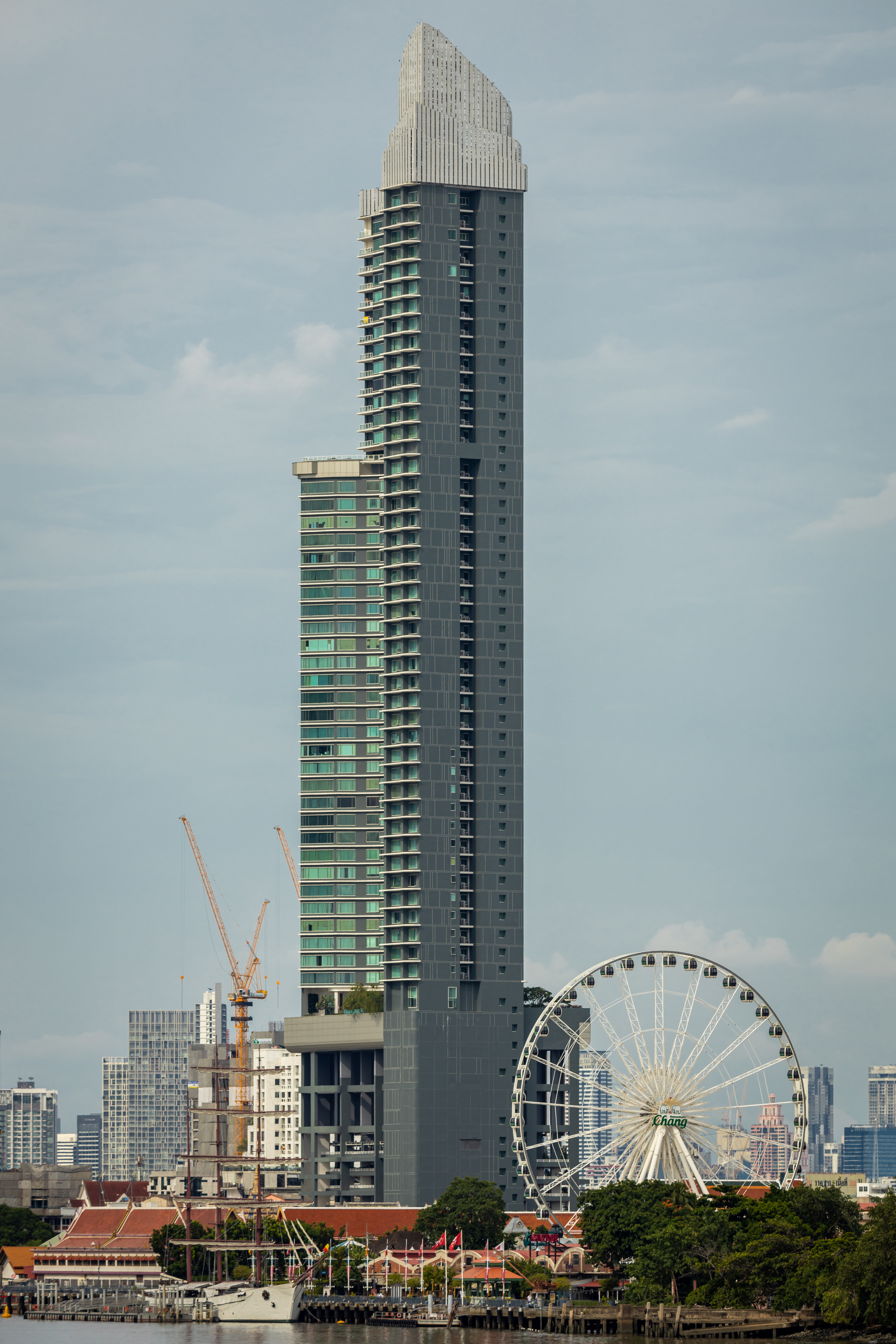
Gratte-ciel résidentiel Menam Residence (239 mètres) et grande roue de l'Asiatique (60 m)
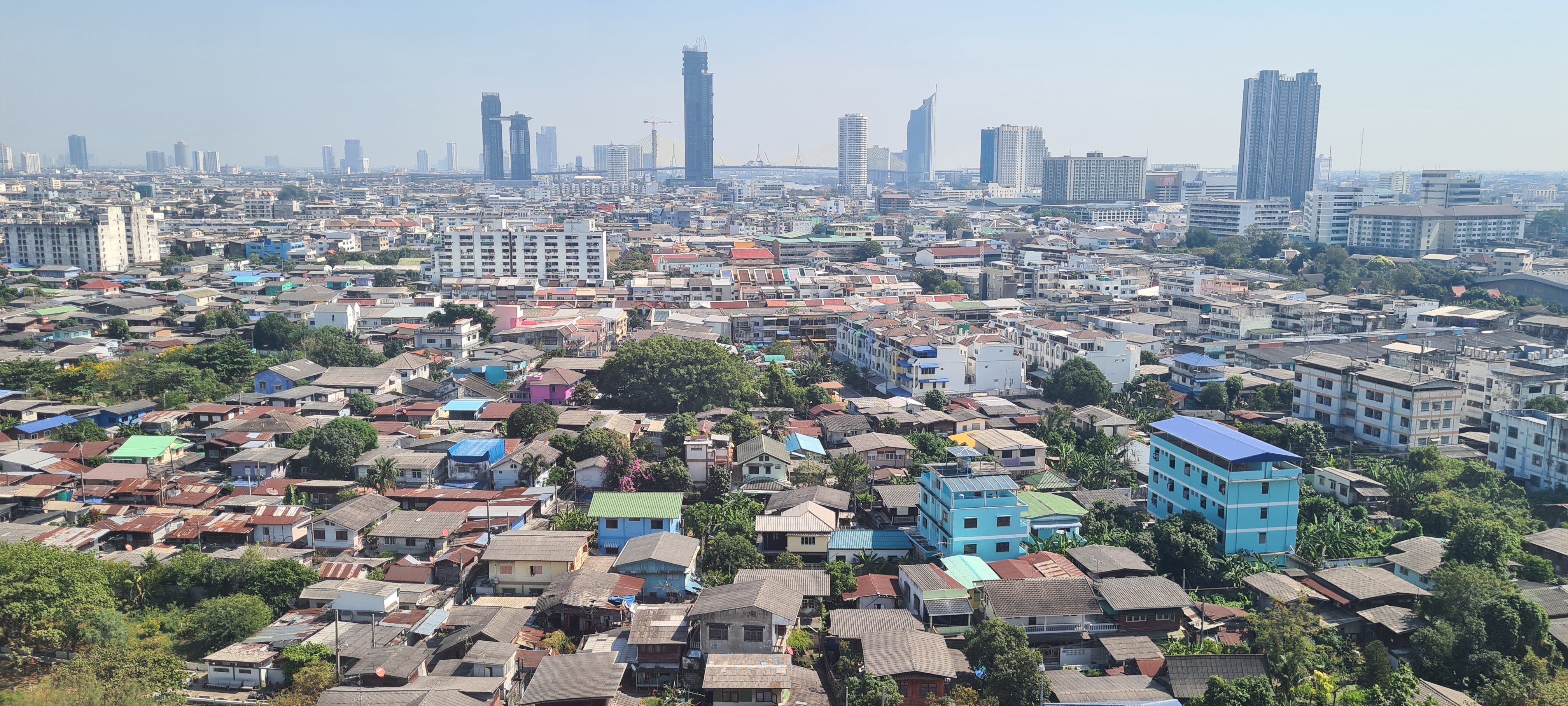
Vue le jour au nord depuis l'hôtel Tongtara Riverview
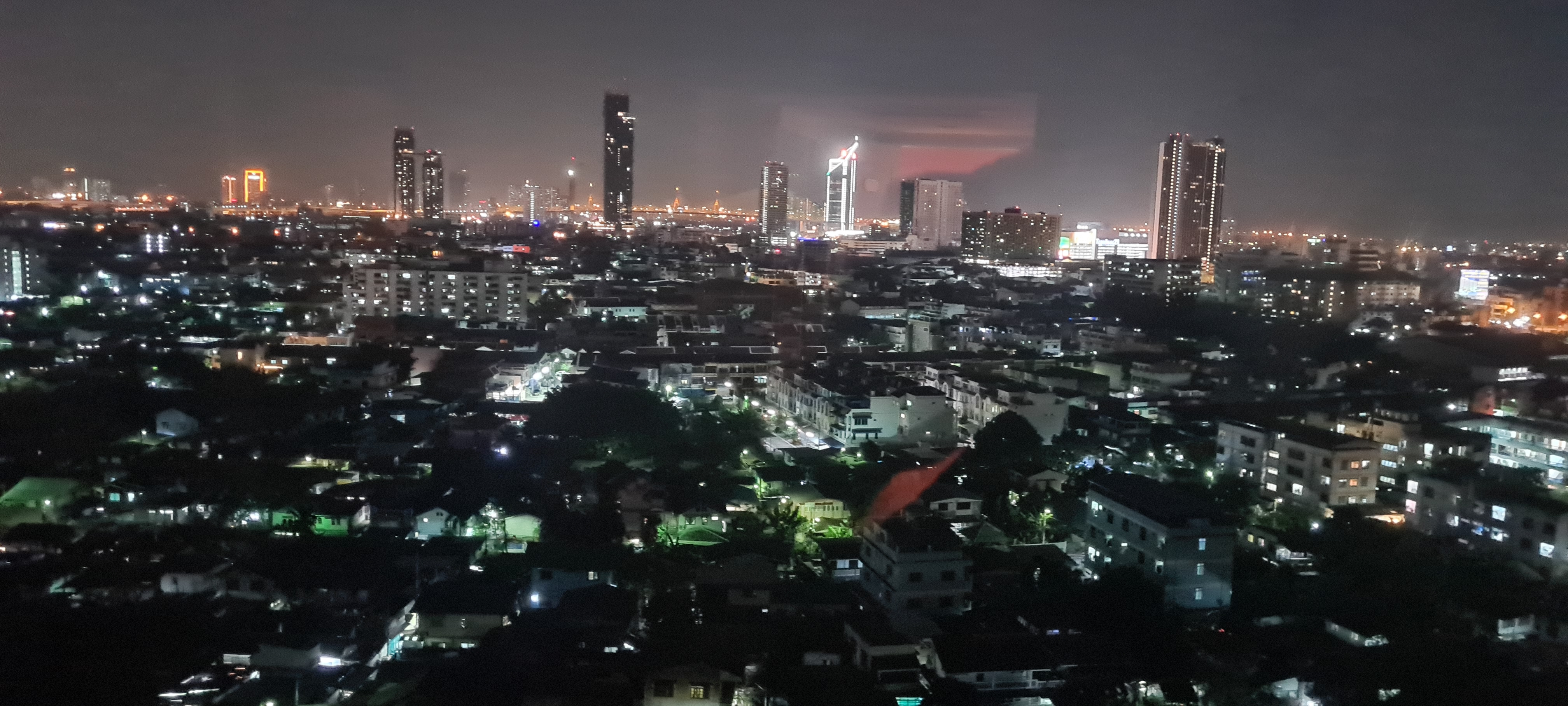
Vue la nuit au nord depuis l'hôtel Tongtara Riverview
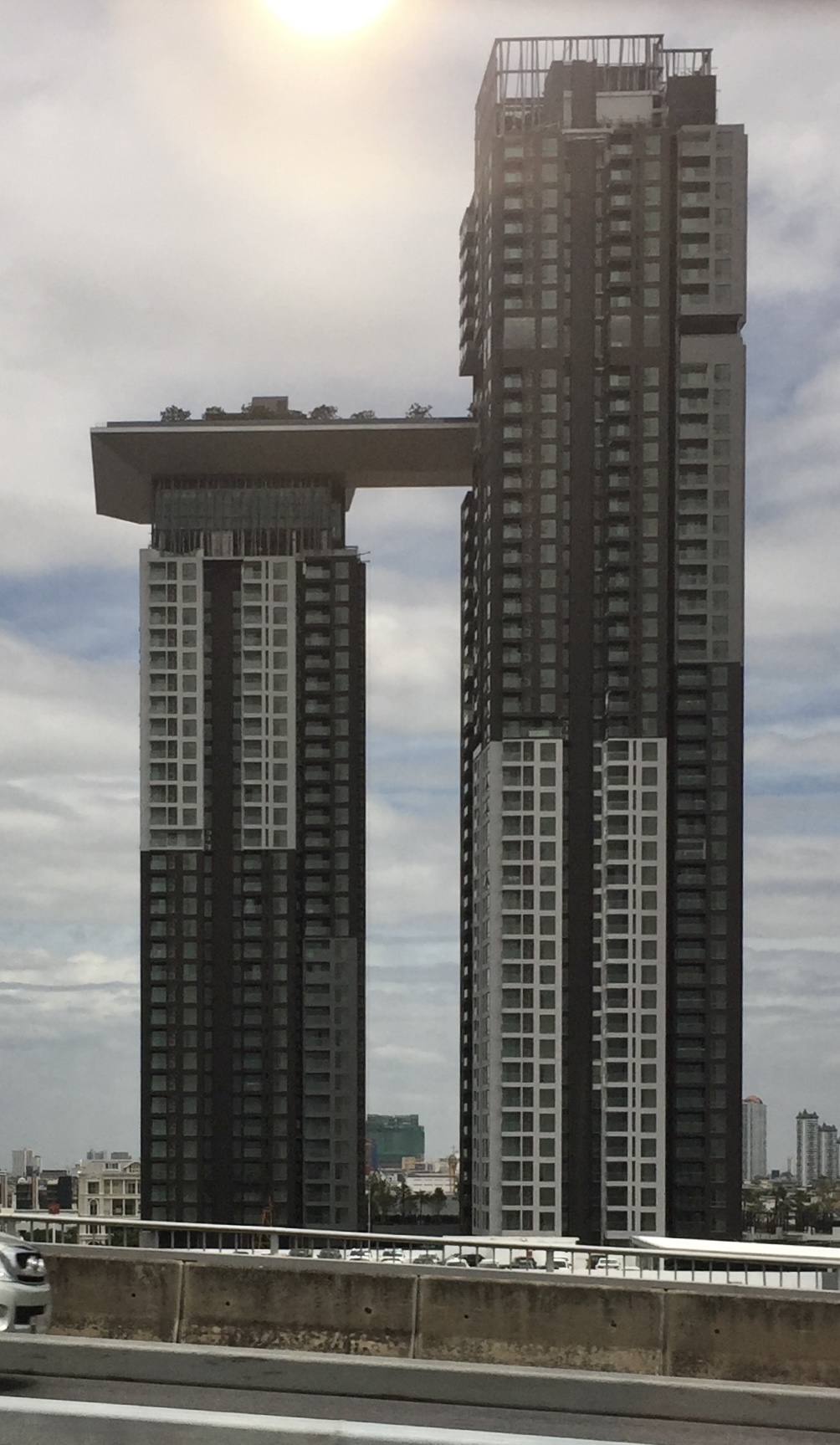
Condominium StarView Tower b (181 m)
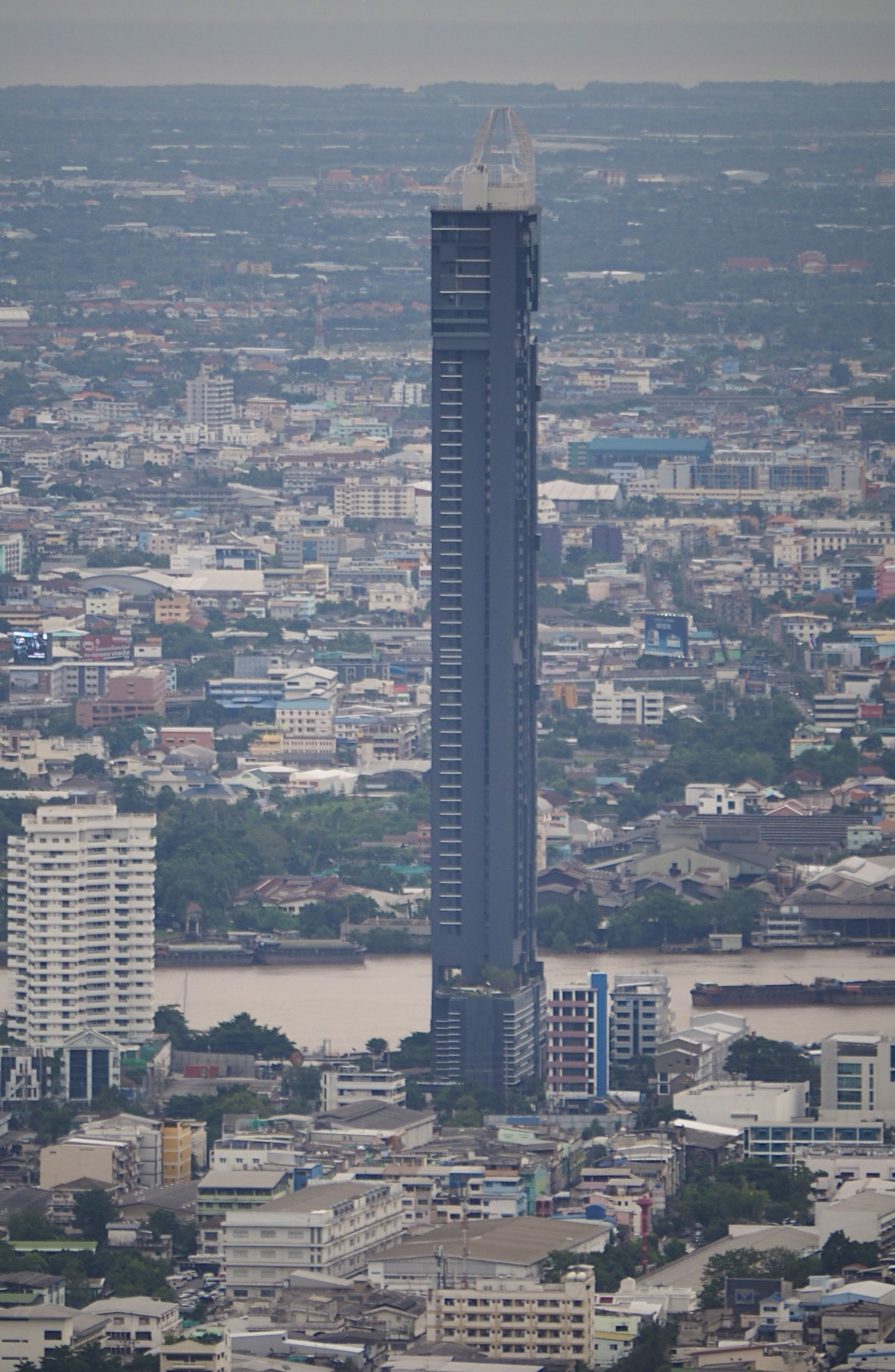
Condominium Canapaya Residences (253 m)

Pont Rama III et Pont de Krungthep
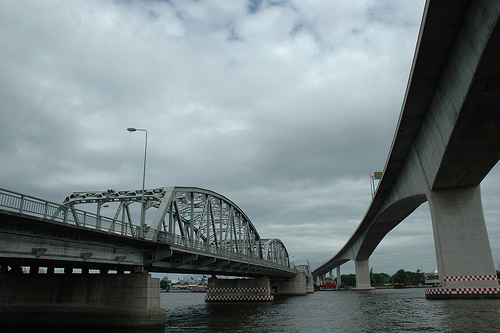
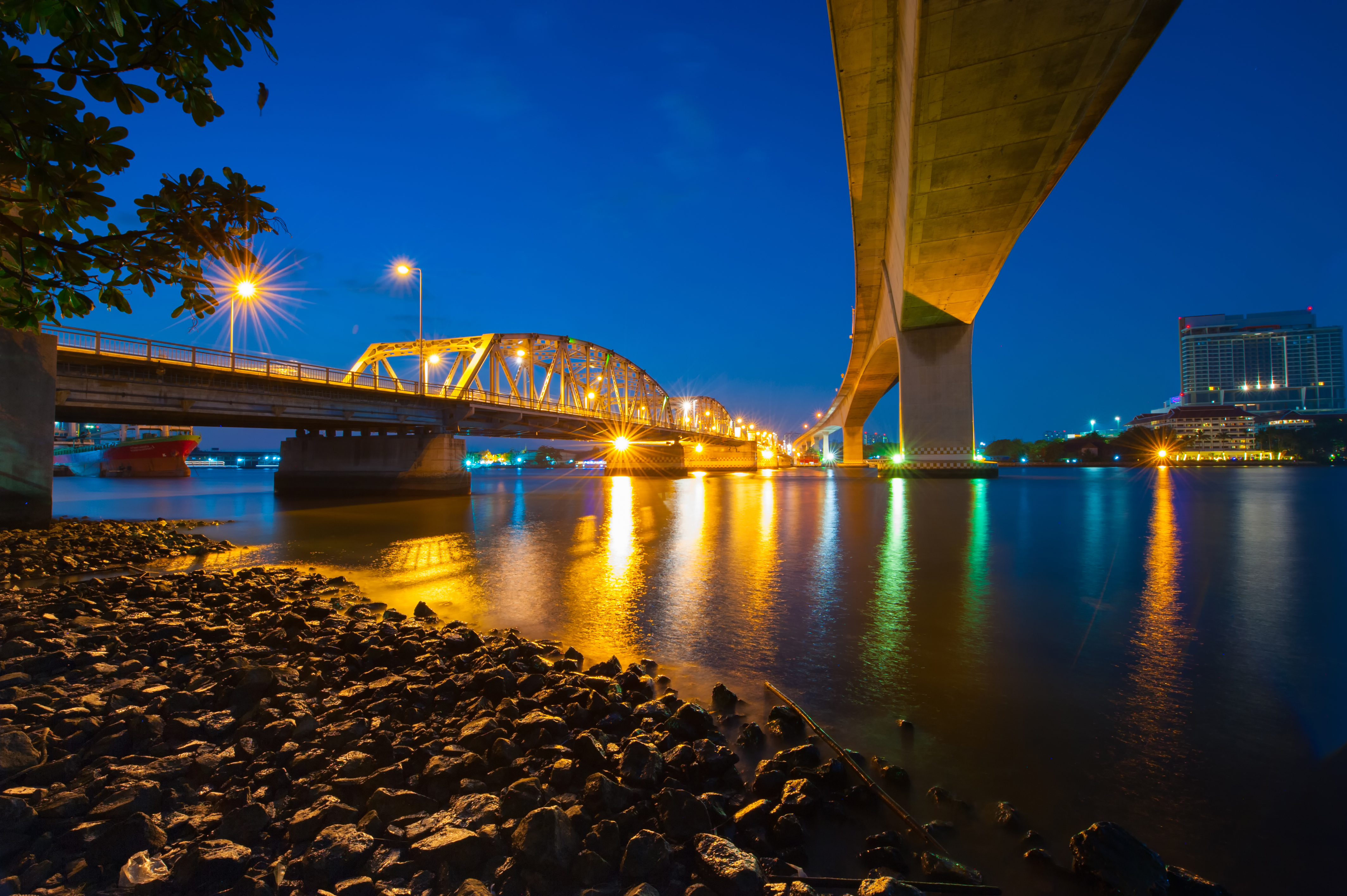
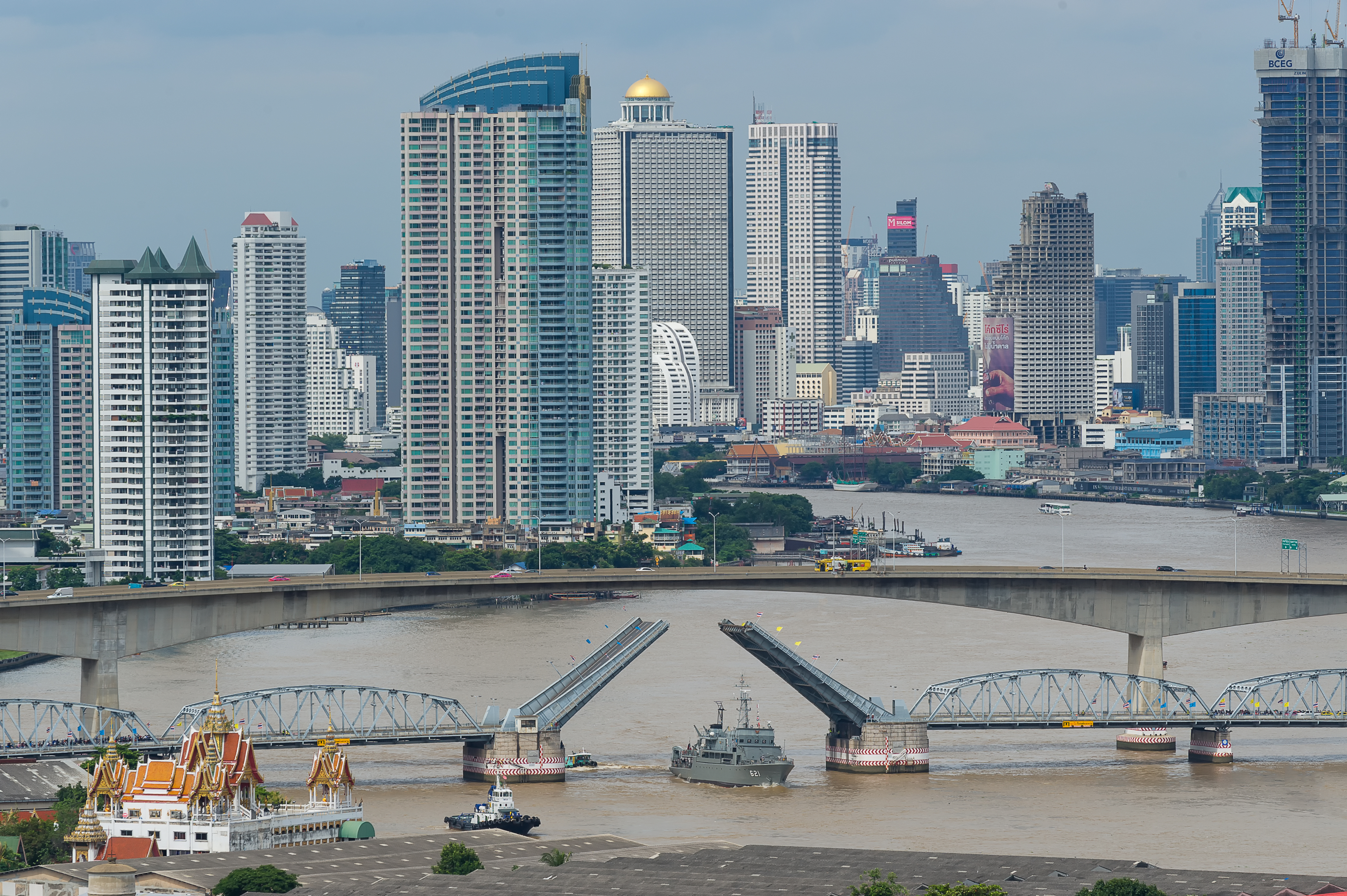
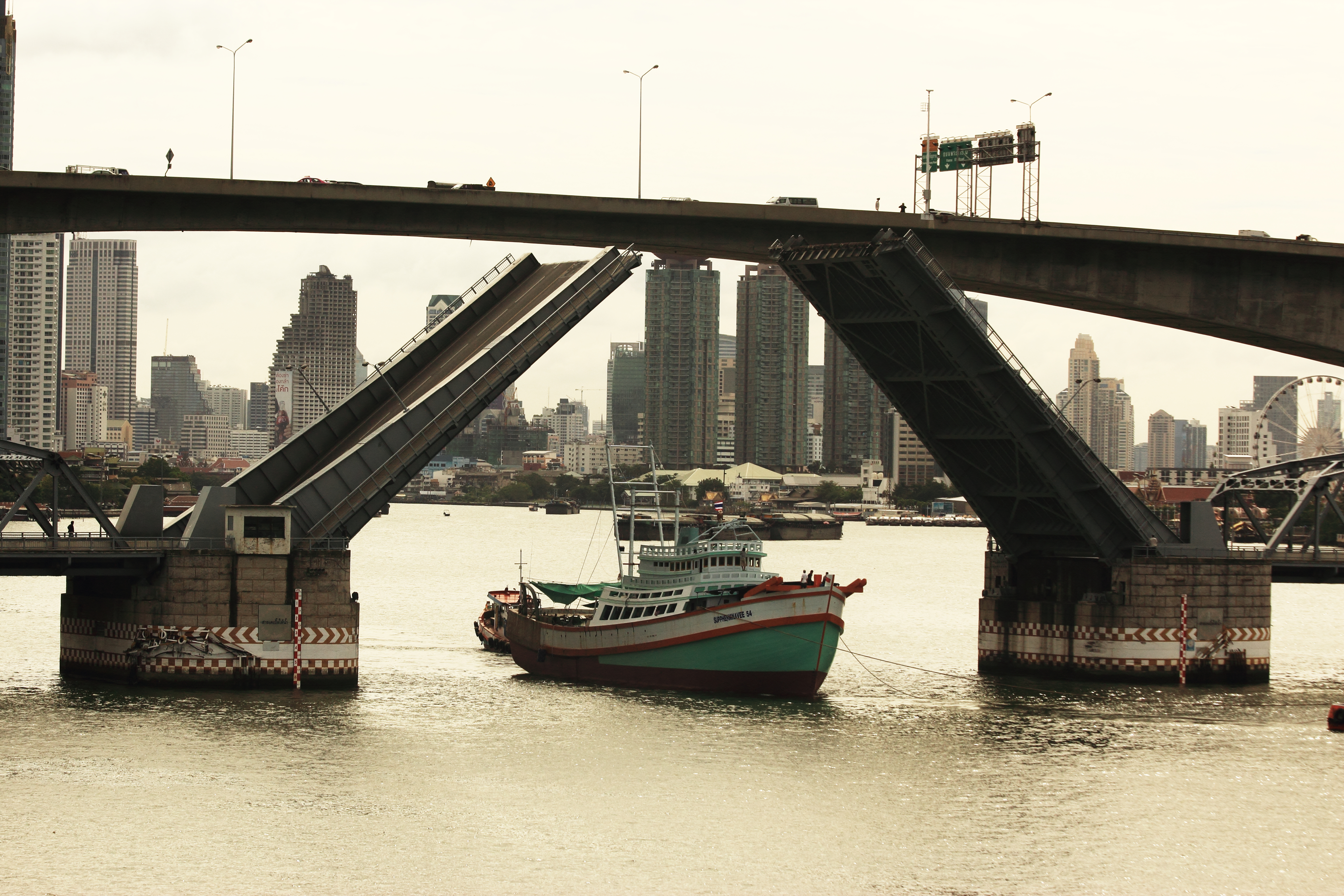
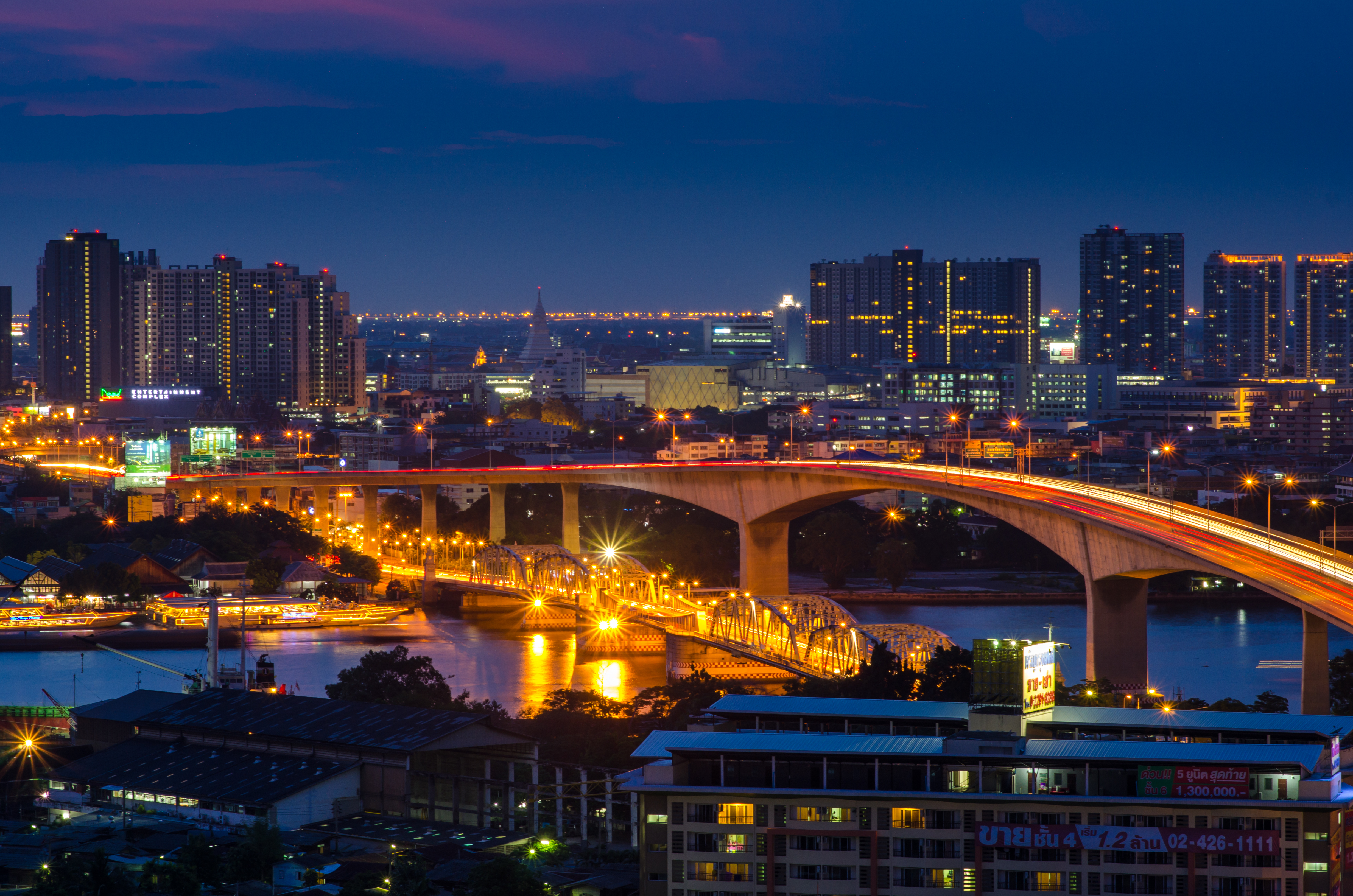